# Premier League 2021-22
La Premier League 2021-22 fue la trigésima temporada de la máxima división inglesa, desde su creación en 1992. El Manchester City se coronó campeón luego de ganar por 3-2 al Aston Villa en la última fecha, revalidando así el título de la temporada anterior y alcanzando su octavo título en la historia.
Un total de 20 equipos participaron en la competición, incluyendo 17 equipos de la temporada anterior y 3 ascendidos de la English Football League Championship 2020-21.

## Relevos
Veinte equipos competirán en la liga: los diecisiete mejores equipos de la temporada anterior y los tres equipos promovidos del Championship. Los equipos promovidos son Norwich City, Watford, después de sus respectivas ausencias en la máxima categoría por un año, además del Brentford, equipo que por primera vez desde 1947 alcanza la máxima categoría del fútbol inglés. Reemplazaron a Fulham, West Bromwich Albion —ambos equipos descendieron después de un año en la máxima categoría— y Sheffield United —descendió después de solo dos años en la máxima categoría—.
| Pos. | Descendidos de Premier League 2020-21 |
| ---- | ------------------------------------- |
| 18.º | Fulham                                |
| 19.º | West Bromwich Albion                  |
| 20.º | Sheffield United                      |

| Pos.  | Ascendidos de la Championship 2020-21 |
| ----- | ------------------------------------- |
| 1.º   | Norwich City                          |
| 2.º   | Watford                               |
| Prom. | Brentford                             |

## Información
| Equipo                 | Ciudad          | Entrenador                                 | Capitán             | Estadio                     | Capacidad | Marca   | Patrocinador (Pecho) | Patrocinador (Manga) |
| ---------------------- | --------------- | ------------------------------------------ | ------------------- | --------------------------- | --------- | ------- | -------------------- | -------------------- |
| Arsenal                | Londres         | Mikel Arteta                               | Alexandre Lacazette | Emirates Stadium            | 60 260    | Adidas  | Fly Emirates         | Visit Rwanda         |
| Aston Villa            | Birmingham      | Steven Gerrard                             | Tyrone Mings        | Villa Park                  | 42 790    | Kappa   | Cazoo                | OB Sports            |
| Brentford              | Londres         | Thomas Frank                               | Pontus Jansson      | Brentford Community Stadium | 17 250    | Umbro   | Hollywoodbets        | Safetyculture        |
| Brighton & Hove Albion | Brighton & Hove | Graham Potter                              | Lewis Dunk          | Amex Stadium                | 30 666    | Nike    | American Express     | Snickers UK          |
| Burnley                | Burnley         | Conor KingINT Paul Jenkins INT Ben Mee INT | Ben Mee             | Turf Moor                   | 21 944    | Umbro   | Spreadex Sports      | AstroPay             |
| Chelsea                | Londres         | Thomas Tuchel                              | César Azpilicueta   | Stamford Bridge             | 40 853    | Nike    | Three                | Hyundai              |
| Crystal Palace         | Londres         | Patrick Vieira                             | Luka Milivojević    | Selhurst Park               | 25 486    | Puma    | W88                  | Iqoniq               |
| Everton                | Liverpool       | Frank Lampard                              | Séamus Coleman      | Goodison Park               | 39 221    | Hummel  | Cazoo                |                      |
| Leeds United           | Leeds           | Jesse Marsch                               | Liam Cooper         | Elland Road                 | 37 890    | Adidas  | SBOTOP               | BOXT                 |
| Leicester City         | Leicester       | Brendan Rodgers                            | Kasper Schmeichel   | King Power Stadium          | 32 273    | Adidas  | FBS                  | Bia Saigon           |
| Liverpool              | Liverpool       | Jürgen Klopp                               | Jordan Henderson    | Anfield                     | 53 394    | Nike    | Standard Chartered   | Expedia              |
| Manchester City        | Mánchester      | Pep Guardiola                              | Fernandinho         | Etihad Stadium              | 55 017    | Puma    | Etihad Airways       | Nexen Tire           |
| Manchester United      | Mánchester      | Ralf Rangnick                              | Harry Maguire       | Old Trafford                | 74 879    | Adidas  | TeamViewer           | Kohler               |
| Newcastle United       | Newcastle       | Eddie Howe                                 | Jamaal Lascelles    | St James' Park              | 52 354    | Castore | Fun88                | Kayak                |
| Norwich City           | Norwich         | Dean Smith                                 | Grant Hanley        | Carrow Road                 | 27 244    | Joma    | Lotus                | JD Sports            |
| Southampton            | Southampton     | Ralph Hasenhüttl                           | James Ward-Prowse   | St Mary's Stadium           | 32 384    | Hummel  | Sportsbet.io         | Virgin Media         |
| Tottenham Hotspur      | Londres         | Antonio Conte                              | Hugo Lloris         | Tottenham Hotspur Stadium   | 62 062    | Nike    | AIA                  | Cinch                |
| Watford                | Watford         | Roy Hodgson                                | Ben Foster          | Vicarage Road               | 20 400    | Kelme   | Stake.com            | Dogecoin             |
| West Ham United        | Londres         | David Moyes                                | Mark Noble          | London Stadium              | 60 000    | Umbro   | Betway               | Scope Markets        |
| Wolverhampton          | Wolverhampton   | Bruno Lage                                 | Conor Coady         | Molineux Stadium            | 32 050    | Castore | ManBetX              | Bitci.com            |

| Datos actualizados a 27 de febrero de 2022. |

## Cambio de entrenadores
| Equipo            | Entrenador (Jornadas)              | Salida                  | Tipo                       | Posición     | Entrenador                                    | Entrada                 |
| ----------------- | ---------------------------------- | ----------------------- | -------------------------- | ------------ | --------------------------------------------- | ----------------------- |
| Wolverhampton     | Nuno Espírito Santo (Pretemporada) | 21 de mayo de 2021      | Mutuo acuerdo              | Pretemporada | Bruno Lage                                    | 9 de junio de 2021      |
| Everton           | Carlo Ancelotti (Pretemporada)     | 10 de junio de 2021     | Fichado por el Real Madrid | Pretemporada | Rafa Benítez                                  | 30 de junio de 2021     |
| Tottenham Hotspur | Ryan Mason INT (Pretemporada)      | 30 de junio de 2021     | Fin de interinidad         | Pretemporada | Nuno Espírito Santo                           | 30 de junio de 2021     |
| Crystal Palace    | Roy Hodgson (Pretemporada)         | 23 de mayo de 2021      | Retiro                     | Pretemporada | Patrick Vieira                                | 4 de julio de 2021      |
| Watford           | Xisco Muñoz (1 - 7)                | 3 de octubre de 2021    | Despedido                  | 14°          | Claudio Ranieri                               | 4 de octubre de 2021    |
| Newcastle United  | Steve Bruce (1 - 8)                | 20 de octubre de 2021   | Mutuo acuerdo              | 19°          | Graeme Jones INT                              | 20 de octubre de 2021   |
| Tottenham Hotspur | Nuno Espírito Santo (1 - 10)       | 1 de noviembre de 2021  | Despedido                  | 8.º          | Antonio Conte                                 | 2 de noviembre de 2021  |
| Norwich City      | Daniel Farke (1 - 11)              | 7 de noviembre de 2021  | Despedido                  | 20.º         | Dean Smith                                    | 15 de noviembre de 2021 |
| Aston Villa       | Dean Smith (1 - 11)                | 7 de noviembre de 2021  | Despedido                  | 15.º         | Steven Gerrard                                | 11 de noviembre de 2021 |
| Newcastle United  | Graeme Jones INT (9 - 11)          | 8 de noviembre de 2021  | Fin de interinidad         | 19°          | Eddie Howe                                    | 8 de noviembre de 2021  |
| Manchester United | Ole Gunnar Solskjær (1 - 12)       | 21 de noviembre de 2021 | Despedido                  | 8°           | Michael Carrick INT                           | 21 de noviembre de 2021 |
| Manchester United | Michael Carrick INT (13-14)        | 29 de noviembre de 2021 | Fin de interinidad         | 8°           | Ralf Rangnick INT                             | 29 de noviembre de 2021 |
| Everton           | Rafa Benítez (1 - 22)              | 16 de enero de 2022     | Despedido                  | 16°          | Duncan Ferguson INT                           | 18 de enero de 2022     |
| Watford           | Claudio Ranieri (8 - 23)           | 24 de enero de 2022     | Despedido                  | 19°          | Roy Hodgson                                   | 25 de enero de 2022     |
| Everton           | Duncan Ferguson INT (23)           | 24 de enero de 2022     | Fin de interinidad         | 16°          | Frank Lampard                                 | 31 de enero de 2022     |
| Leeds United      | Marcelo Bielsa (1 - 26)            | 27 de febrero de 2022   | Despedido                  | 16°          | Jesse Marsch                                  | 27 de febrero de 2022   |
| Burnley           | Sean Dyche (1 - 30)                | 15 de abril de 2022     | Despedido                  | 18.º         | Paul Jenkins INT Mike Jackson INT Ben Mee INT | 15 de abril de 2022     |

## Localización
| Condado               | N.º | Equipos                                                                          |
| --------------------- | --- | -------------------------------------------------------------------------------- |
| Gran Londres          | 6   | Arsenal, Brentford, Chelsea, Crystal Palace, Tottenham Hotspur y West Ham United |
| Gran Mánchester       | 2   | Manchester City y Manchester United                                              |
| Merseyside            | 2   | Everton y Liverpool                                                              |
| Midlands Occidentales | 2   | Aston Villa y Wolverhampton                                                      |
| Hampshire             | 1   | Southampton                                                                      |
| Hertfordshire         | 1   | Watford                                                                          |
| Lancashire            | 1   | Burnley                                                                          |
| Leicestershire        | 1   | Leicester City                                                                   |
| Norfolk               | 1   | Norwich City                                                                     |
| Sussex Oriental       | 1   | Brighton & Hove Albion                                                           |
| Tyne y Wear           | 1   | Newcastle United                                                                 |
| Yorkshire del Oeste   | 1   | Leeds United                                                                     |

## Clasificación
| Pos. | Equipo                 | Pts. | PJ | G  | E  | P  | GF | GC | Dif. | Clasificación 2022–23                           |
| ---- | ---------------------- | ---- | -- | -- | -- | -- | -- | -- | ---- | ----------------------------------------------- |
| 1    | Manchester City (C)    | 93   | 38 | 29 | 6  | 3  | 99 | 26 | +73  | Fase de grupos de la Liga de Campeones          |
| 2    | Liverpool              | 92   | 38 | 28 | 8  | 2  | 94 | 26 | +68  | Fase de grupos de la Liga de Campeones          |
| 3    | Chelsea                | 74   | 38 | 21 | 11 | 6  | 76 | 33 | +43  | Fase de grupos de la Liga de Campeones          |
| 4    | Tottenham Hotspur      | 71   | 38 | 22 | 5  | 11 | 69 | 40 | +29  | Fase de grupos de la Liga de Campeones          |
| 5    | Arsenal                | 69   | 38 | 22 | 3  | 13 | 61 | 48 | +13  | Fase de grupos de la Liga Europa                |
| 6    | Manchester United      | 58   | 38 | 16 | 10 | 12 | 57 | 57 | 0    | Fase de grupos de la Liga Europa                |
| 7    | West Ham United        | 56   | 38 | 16 | 8  | 14 | 60 | 51 | +9   | Ronda de Play-Off de la Liga Europa Conferencia |
| 8    | Leicester City         | 52   | 38 | 14 | 10 | 14 | 62 | 59 | +3   |                                                 |
| 9    | Brighton & Hove Albion | 51   | 38 | 12 | 15 | 11 | 42 | 44 | −2   |                                                 |
| 10   | Wolverhampton          | 51   | 38 | 15 | 6  | 17 | 38 | 43 | −5   |                                                 |
| 11   | Newcastle United       | 49   | 38 | 13 | 10 | 15 | 44 | 62 | −18  |                                                 |
| 12   | Crystal Palace         | 48   | 38 | 11 | 15 | 12 | 50 | 46 | +4   |                                                 |
| 13   | Brentford              | 46   | 38 | 13 | 7  | 18 | 48 | 56 | −8   |                                                 |
| 14   | Aston Villa            | 45   | 38 | 13 | 6  | 19 | 52 | 54 | −2   |                                                 |
| 15   | Southampton            | 40   | 38 | 9  | 13 | 16 | 43 | 67 | −24  |                                                 |
| 16   | Everton                | 39   | 38 | 11 | 6  | 21 | 43 | 66 | −23  |                                                 |
| 17   | Leeds United           | 38   | 38 | 9  | 11 | 18 | 42 | 79 | −37  |                                                 |
| 18   | Burnley (D)            | 35   | 38 | 7  | 14 | 17 | 34 | 53 | −19  | Descenso de Categoría                           |
| 19   | Watford (D)            | 23   | 38 | 6  | 5  | 27 | 34 | 77 | −43  | Descenso de Categoría                           |
| 20   | Norwich City (D)       | 22   | 38 | 5  | 7  | 26 | 23 | 84 | −61  | Descenso de Categoría                           |

Actualizado a los partidos jugados el 22 de mayo de 2022.
 Fuente: Premier League
Criterios de clasificación: Puntos · Diferencia de goles · Goles a favor · Play-off
Notas:
1. ↑  Dado que los finalistas de la FA Cup 2021-22, el Chelsea y el Liverpool, están en en zona de clasificación para la Champions League, en función de sus posiciones en la liga, la plaza de la Europa League, otorgada al campeón de la FA Cup, se transfiere al equipo de la Premier League, mejor clasificado que no esté clasificado para esta competición, que es el equipo ubicado en el sexto lugar.
2. ↑  Dado que el campeón de la Copa EFL 2021-22, el Liverpool, está en zona de clasificación para la Champions League, en función de su posición en la liga, la plaza en la Europa Conference League, otorgada al campeón de la Copa EFL, se transfiere al equipo de la Premier League, mejor clasificado que no esté clasificado para competiciones europeas, que es el equipo ubicado en el séptimo lugar.

### Evolución
| Equipo                 | 1  | 2  | 3  | 4  | 5  | 6  | 7  | 8  | 9  | 10 | 11 | 12 | 13  | 14  | 15  | 16  | 17   | 18    | 19     | 20     | 21     | 22      | 23      | 24     | 25     | 26     | 27     | 28    | 29    | 30    | 31    | 32   | 33    | 34   | 35   | 36   | 37  | 38 |
| Equipo                 |    |    |    |    |    |    |    |    |    |    |    |    |     |     |     |     |      |       |        |        |        |         |         |        |        |        |        |       |       |       |       |      |       |      |      |      |     |    |
| ---------------------- | -- | -- | -- | -- | -- | -- | -- | -- | -- | -- | -- | -- | --- | --- | --- | --- | ---- | ----- | ------ | ------ | ------ | ------- | ------- | ------ | ------ | ------ | ------ | ----- | ----- | ----- | ----- | ---- | ----- | ---- | ---- | ---- | --- | -- |
| Manchester City        | 13 | 9  | 7  | 5  | 5  | 2  | 3  | 3  | 3  | 3  | 2  | 2  | 2   | 2   | 1   | 1   | 1    | 1     | 1      | 1      | 1      | 1       | 1       | 1      | 1      | 1      | 1      | 1     | 1     | 1*    | 1*    | 1*   | 1**   | 1*   | 1*   | 1*   | 1   | 1  |
| Liverpool              | 3  | 3  | 5  | 3  | 2  | 1  | 2  | 2  | 2  | 2  | 4  | 3  | 3   | 3   | 2   | 2   | 2    | 2     | 2*     | 3*     | 3*     | 2*      | 2*      | 2*     | 2*     | 2*     | 2*     | 2*    | 2*    | 2*    | 2*    | 2*   | 2**   | 2*   | 2*   | 2*   | 2   | 2  |
| Chelsea                | 2  | 2  | 4  | 2  | 1  | 3  | 1  | 1  | 1  | 1  | 1  | 1  | 1   | 1   | 3   | 3   | 3    | 3     | 3      | 2      | 2      | 3       | 3       | 3      | 3*     | 3*     | 3**    | 3**   | 3**   | 3**   | 3**   | 3**  | 3***  | 3**  | 3*   | 3*   | 3*  | 3  |
| Tottenham Hotspur      | 10 | 5  | 1  | 7  | 7  | 11 | 8  | 5  | 6  | 9  | 9  | 7  | 7*  | 6*  | 5*  | 7** | 7*** | 7***  | 5***   | 7***   | 6***   | 6****   | 7***    | 7***   | 8***   | 8***   | 7**    | 7**   | 8**   | 5*    | 4*    | 4*   | 4*    | 5*   | 5*   | 5*   | 4   | 4  |
| Arsenal                | 17 | 19 | 20 | 16 | 13 | 10 | 11 | 12 | 10 | 6  | 5  | 5  | 5   | 5   | 7   | 6   | 4    | 4     | 4      | 4*     | 4*     | 5**     | 6**     | 5**    | 6***   | 6***   | 6***   | 4***  | 4***  | 4**   | 5**   | 5**  | 6**   | 4*   | 4*   | 4*   | 5   | 5  |
| Manchester United      | 1  | 6  | 3  | 1  | 3  | 4  | 4  | 6  | 7  | 5  | 6  | 8  | 8   | 7   | 6   | 5   | 6*   | 6**   | 7**    | 6**    | 7**    | 7**     | 4*      | 6*     | 5*     | 4      | 4      | 5     | 5     | 6*    | 7*    | 7*   | 5*    | 6    | 6    | 6    | 6   | 6  |
| West Ham United        | 4  | 1  | 2  | 8  | 8  | 7  | 9  | 7  | 4  | 4  | 3  | 4  | 4   | 4   | 4   | 4   | 5    | 5*    | 6*     | 5*     | 5*     | 4       | 5       | 4      | 4      | 5      | 5      | 6     | 6     | 7     | 6     | 6    | 7     | 7    | 7    | 7    | 7   | 7  |
| Leicester City         | 9  | 12 | 9  | 9  | 12 | 13 | 13 | 11 | 9  | 11 | 12 | 12 | 10  | 10  | 11  | 8   | 9*   | 9**   | 10**   | 9**    | 10***  | 10****  | 10***   | 12***  | 11***  | 11***  | 13**** | 12*** | 12*** | 10*** | 10*** | 9*** | 9***  | 10** | 11** | 14** | 9*  | 8  |
| Brighton & Hove Albion | 8  | 4  | 8  | 6  | 4  | 6  | 6  | 4  | 5  | 8  | 7  | 9  | 9   | 9   | 9   | 11* | 13*  | 13**  | 9**    | 10**   | 9**    | 9**     | 9**     | 9**    | 9**    | 9*     | 10*    | 13*   | 13*   | 13*   | 13*   | 11*  | 10*   | 11   | 9    | 9    | 10  | 9  |
| Wolverhampton          | 14 | 16 | 18 | 13 | 16 | 14 | 12 | 10 | 11 | 7  | 8  | 6  | 6   | 8   | 8   | 9   | 8    | 8     | 8*     | 8**    | 8**    | 8**     | 8**     | 8**    | 7**    | 7**    | 8*     | 8*    | 7     | 8     | 8     | 8    | 8*    | 8*   | 8*   | 8*   | 8   | 10 |
| Newcastle United       | 15 | 18 | 17 | 19 | 18 | 17 | 19 | 19 | 19 | 19 | 19 | 20 | 20  | 20  | 19  | 19  | 19   | 19    | 19     | 19*    | 19**   | 19**    | 18**    | 17**   | 17**   | 17**   | 14**   | 14**  | 14*   | 14*   | 15*   | 15*  | 14*   | 9    | 10   | 13   | 12  | 11 |
| Crystal Palace         | 18 | 14 | 14 | 11 | 14 | 15 | 14 | 14 | 15 | 13 | 10 | 10 | 11  | 11  | 14  | 12  | 11   | 11*   | 12*    | 11*    | 11*    | 11*     | 13*     | 13*    | 13*    | 13*    | 11     | 10    | 11    | 12*   | 9*    | 10*  | 13**  | 14*  | 12*  | 10*  | 13* | 12 |
| Brentford              | 6  | 8  | 10 | 10 | 9  | 9  | 7  | 9  | 12 | 12 | 14 | 14 | 12  | 12  | 13  | 10  | 12*  | 12**  | 13**   | 14**   | 12**   | 14*     | 14      | 14     | 14     | 14     | 15     | 15    | 15    | 15    | 14    | 13   | 11    | 12   | 14   | 12   | 11  | 13 |
| Aston Villa            | 11 | 10 | 11 | 12 | 10 | 8  | 10 | 13 | 13 | 15 | 16 | 15 | 13  | 13  | 10  | 13  | 10   | 10*   | 11*    | 12**   | 13**   | 13**    | 11**    | 11**   | 12**   | 12**   | 12**   | 11**  | 9*    | 9*    | 11*   | 12*  | 15**  | 15** | 13** | 11** | 14* | 14 |
| Southampton            | 16 | 13 | 13 | 14 | 15 | 16 | 17 | 15 | 16 | 14 | 13 | 13 | 15  | 16  | 16  | 16  | 15   | 15*   | 14*    | 13*    | 14**   | 12*     | 12*     | 10*    | 10*    | 10*    | 9*     | 9*    | 10    | 11*   | 12*   | 14*  | 12*   | 13   | 15   | 15   | 15  | 15 |
| Everton                | 5  | 7  | 6  | 4  | 6  | 5  | 5  | 8  | 8  | 10 | 11 | 11 | 14  | 14  | 12  | 14  | 14   | 14*   | 15**   | 15***  | 15***  | 16***   | 16***   | 16***  | 16***  | 16***  | 17***  | 17*** | 17*** | 17*** | 17*** | 17** | 17*** | 18** | 18** | 16** | 16* | 16 |
| Leeds United           | 20 | 15 | 15 | 17 | 17 | 18 | 16 | 17 | 17 | 17 | 15 | 17 | 17  | 15  | 15  | 15  | 16   | 16    | 16*    | 16**   | 16**   | 15**    | 15**    | 15**   | 15**   | 15**   | 16*    | 16*   | 16    | 16    | 16    | 16   | 16*   | 16*  | 17*  | 18*  | 17  | 17 |
| Burnley                | 12 | 17 | 16 | 18 | 19 | 19 | 18 | 18 | 18 | 18 | 18 | 18 | 18* | 18* | 18* | 18* | 18** | 18*** | 18**** | 18**** | 18**** | 20***** | 20***** | 20**** | 20**** | 19**** | 18***  | 18**  | 19**  | 19*** | 19*** | 18** | 18**  | 17*  | 16*  | 17*  | 18* | 18 |
| Watford                | 7  | 11 | 12 | 15 | 11 | 12 | 15 | 16 | 14 | 16 | 17 | 16 | 16  | 17  | 17  | 17  | 17*  | 17**  | 17***  | 17***  | 17***  | 17***   | 19***   | 19**   | 19**   | 18**   | 19*    | 19*   | 18    | 18*   | 18*   | 19*  | 19*   | 19*  | 19*  | 19*  | 19  | 19 |
| Norwich City           | 19 | 20 | 19 | 20 | 20 | 20 | 20 | 20 | 20 | 20 | 20 | 19 | 19  | 19  | 20  | 20  | 20   | 20*   | 20*    | 20*    | 20**   | 18*     | 17*     | 18*    | 18*    | 20*    | 20*    | 20*   | 20*   | 20*   | 20*   | 20*  | 20*   | 20*  | 20*  | 20*  | 20  | 20 |

Notas:
* Indica la posición del equipo con un partido pendiente.
Notas:
** Indica la posición del equipo con un partido pendiente.
Notas:
*** Indica la posición del equipo con un partido pendiente.
Notas:
**** Indica la posición del equipo con un partido pendiente.

## Resultados
- Los horarios corresponden al huso horario del Reino Unido (Hora de Europa Occidental): UTC+0 en horario estándar y UTC+1 en horario de verano

### Primera vuelta
| Brentford         | 2 - 0 | Arsenal                | Community Stadium  | 13 de agosto | 20:00 |
| Manchester United | 5 - 1 | Leeds United           | Old Trafford       | 14 de agosto | 12:30 |
| Burnley           | 1 - 2 | Brighton & Hove Albion | Turf Moor          | 14 de agosto | 15:00 |
| Chelsea           | 3 - 0 | Crystal Palace         | Stamford Bridge    | 14 de agosto | 15:00 |
| Everton           | 3 - 1 | Southampton            | Goodison Park      | 14 de agosto | 15:00 |
| Leicester City    | 1 - 0 | Wolverhampton          | King Power Stadium | 14 de agosto | 15:00 |
| Watford           | 2 - 1 | Aston Villa            | Vicarage Road      | 14 de agosto | 15:00 |
| Norwich City      | 0 - 3 | Liverpool              | Carrow Road        | 14 de agosto | 17:30 |
| Newcastle United  | 2 - 4 | West Ham United        | St James' Park     | 15 de agosto | 14:00 |
| Tottenham Hotspur | 1 - 0 | Manchester City        | Tottenham Stadium  | 15 de agosto | 16:30 |

| Liverpool              | 4 - 0 | Burnley           | Anfield           | 21 de agosto | 12:30 |
| Aston Villa            | 1 - 0 | Newcastle United  | Villa Park        | 21 de agosto | 15:00 |
| Crystal Palace         | 2 - 0 | Brentford         | Selhurst Park     | 21 de agosto | 15:00 |
| Leeds United           | 2 - 2 | Everton           | Elland Road       | 21 de agosto | 15:00 |
| Manchester City        | 5 - 0 | Norwich City      | Etihad Stadium    | 21 de agosto | 15:00 |
| Brighton & Hove Albion | 2 - 1 | Watford           | Amex Stadium      | 21 de agosto | 17:30 |
| Southampton            | 1 - 1 | Manchester United | St Mary's Stadium | 22 de agosto | 14:00 |
| Wolverhampton          | 0 - 1 | Tottenham Hotspur | Molineux Stadium  | 22 de agosto | 14:00 |
| Arsenal                | 0 - 2 | Chelsea           | Emirates Stadium  | 22 de agosto | 16:30 |
| West Ham United        | 4 - 1 | Leicester City    | London Stadium    | 23 de agosto | 20:00 |

| Manchester City        | 5 - 0 | Arsenal           | Etihad Stadium    | 28 de agosto | 12:30 |
| Aston Villa            | 3 - 1 | Brentford         | Villa Park        | 28 de agosto | 15:00 |
| Brighton & Hove Albion | 0 - 0 | Everton           | Amex Stadium      | 28 de agosto | 15:00 |
| Newcastle United       | 1 - 1 | Southampton       | St James' Park    | 28 de agosto | 15:00 |
| Norwich City           | 1 - 1 | Leicester City    | Carrow Road       | 28 de agosto | 15:00 |
| West Ham United        | 2 - 1 | Crystal Palace    | London Stadium    | 28 de agosto | 15:00 |
| Liverpool              | 2 - 2 | Chelsea           | Anfield           | 28 de agosto | 17:30 |
| Burnley                | 1 - 1 | Leeds United      | Turf Moor         | 29 de agosto | 14:00 |
| Tottenham Hotspur      | 4 - 0 | Watford           | Tottenham Stadium | 29 de agosto | 14:00 |
| Wolverhampton          | 0 - 2 | Manchester United | Molineux Stadium  | 29 de agosto | 16:30 |

| Crystal Palace    | 3 - 0 | Tottenham Hotspur      | Selhurst Park      | 11 de septiembre | 12:30 |
| Arsenal           | 1 - 0 | Norwich City           | Emirates Stadium   | 11 de septiembre | 15:00 |
| Brentford         | 0 - 1 | Brighton & Hove Albion | Community Stadium  | 11 de septiembre | 15:00 |
| Leicester City    | 0 - 1 | Manchester City        | King Power Stadium | 11 de septiembre | 15:00 |
| Manchester United | 4 - 1 | Newcastle United       | Old Trafford       | 11 de septiembre | 15:00 |
| Southampton       | 0 - 0 | West Ham United        | St Mary's Stadium  | 11 de septiembre | 15:00 |
| Watford           | 0 - 2 | Wolverhampton          | Vicarage Road      | 11 de septiembre | 15:00 |
| Chelsea           | 3 - 0 | Aston Villa            | Stamford Bridge    | 11 de septiembre | 17.30 |
| Leeds United      | 0 - 3 | Liverpool              | Elland Road        | 12 de septiembre | 16:30 |
| Everton           | 3 - 1 | Burnley                | Goodison Park      | 13 de septiembre | 20:00 |

| Newcastle United       | 1 - 1 | Leeds United      | St James' Park    | 17 de septiembre | 20:00 |
| Wolverhampton          | 0 - 2 | Brentford         | Molineux Stadium  | 18 de septiembre | 12:30 |
| Burnley                | 0 - 1 | Arsenal           | Turf Moor         | 18 de septiembre | 15:00 |
| Liverpool              | 3 - 0 | Crystal Palace    | Anfield           | 18 de septiembre | 15:00 |
| Manchester City        | 0 - 0 | Southampton       | Etihad Stadium    | 18 de septiembre | 15:00 |
| Norwich City           | 1 - 3 | Watford           | Carrow Road       | 18 de septiembre | 15:00 |
| Aston Villa            | 3 - 0 | Everton           | Villa Park        | 18 de septiembre | 17:30 |
| Brighton & Hove Albion | 2 - 1 | Leicester City    | Amex Stadium      | 19 de septiembre | 14:00 |
| West Ham United        | 1 - 2 | Manchester United | London Stadium    | 19 de septiembre | 14:00 |
| Tottenham Hotspur      | 0 - 3 | Chelsea           | Tottenham Stadium | 19 de septiembre | 16:30 |

| Chelsea           | 0 - 1 | Manchester City        | Stamford Bridge    | 25 de septiembre | 12:30 |
| Manchester United | 0 - 1 | Aston Villa            | Old Trafford       | 25 de septiembre | 12:30 |
| Everton           | 2 - 0 | Norwich City           | Goodison Park      | 25 de septiembre | 15:00 |
| Leeds United      | 1 - 2 | West Ham United        | Elland Road        | 25 de septiembre | 15:00 |
| Leicester City    | 2 - 2 | Burnley                | King Power Stadium | 25 de septiembre | 15:00 |
| Watford           | 1 - 1 | Newcastle United       | Vicarage Road      | 25 de septiembre | 15:00 |
| Brentford         | 3 - 3 | Liverpool              | Community Stadium  | 25 de septiembre | 17:30 |
| Southampton       | 0 - 1 | Wolverhampton          | St Mary's Stadium  | 26 de septiembre | 14:00 |
| Arsenal           | 3 - 1 | Tottenham Hotspur      | Emirates Stadium   | 26 de septiembre | 16:30 |
| Crystal Palace    | 1 - 1 | Brighton & Hove Albion | Selhurst Park      | 27 de septiembre | 20:00 |

| Manchester United      | 1 - 1 | Everton          | Old Trafford      | 2 de octubre | 12:30 |
| Burnley                | 0 - 0 | Norwich City     | Turf Moor         | 2 de octubre | 15:00 |
| Chelsea                | 3 - 1 | Southampton      | Stamford Bridge   | 2 de octubre | 15:00 |
| Leeds United           | 1 - 0 | Watford          | Elland Road       | 2 de octubre | 15:00 |
| Wolverhampton          | 2 - 1 | Newcastle United | Molineux Stadium  | 2 de octubre | 15:00 |
| Brighton & Hove Albion | 0 - 0 | Arsenal          | Amex Stadium      | 2 de octubre | 17:30 |
| Crystal Palace         | 2 - 2 | Leicester City   | Selhurst Park     | 3 de octubre | 14:00 |
| Tottenham Hotspur      | 2 - 1 | Aston Villa      | Tottenham Stadium | 3 de octubre | 14:00 |
| West Ham United        | 1 - 2 | Brentford        | London Stadium    | 3 de octubre | 14:00 |
| Liverpool              | 2 - 2 | Manchester City  | Anfield           | 3 de octubre | 16:30 |

| Watford          | 0 - 5 | Liverpool              | Vicarage Road      | 16 de octubre | 12:30 |
| Aston Villa      | 2 - 3 | Wolverhampton          | Villa Park         | 16 de octubre | 15:00 |
| Leicester City   | 4 - 2 | Manchester United      | King Power Stadium | 16 de octubre | 15:00 |
| Manchester City  | 2 - 0 | Burnley                | Etihad Stadium     | 16 de octubre | 15:00 |
| Norwich City     | 0 - 0 | Brighton & Hove Albion | Carrow Road        | 16 de octubre | 15:00 |
| Southampton      | 1 - 0 | Leeds United           | St Mary's Stadium  | 16 de octubre | 15:00 |
| Brentford        | 0 - 1 | Chelsea                | Community Stadium  | 16 de octubre | 17:30 |
| Everton          | 0 - 1 | West Ham United        | Goodison Park      | 17 de octubre | 14:00 |
| Newcastle United | 2 - 3 | Tottenham Hotspur      | St James' Park     | 17 de octubre | 16:30 |
| Arsenal          | 2 - 2 | Crystal Palace         | Emirates Stadium   | 18 de octubre | 20:00 |

| Arsenal                | 3 - 1 | Aston Villa       | Emirates Stadium  | 22 de octubre | 20:00 |
| Chelsea                | 7 - 0 | Norwich City      | Stamford Bridge   | 23 de octubre | 12:30 |
| Crystal Palace         | 1 - 1 | Newcastle United  | Selhurst Park     | 23 de octubre | 15:00 |
| Everton                | 2 - 5 | Watford           | Goodison Park     | 23 de octubre | 15:00 |
| Leeds United           | 1 - 1 | Wolverhampton     | Elland Road       | 23 de octubre | 15:00 |
| Southampton            | 2 - 2 | Burnley           | St Mary's Stadium | 23 de octubre | 15:00 |
| Brighton & Hove Albion | 1 - 4 | Manchester City   | Amex Stadium      | 23 de octubre | 17:30 |
| Brentford              | 1 - 2 | Leicester City    | Community Stadium | 24 de octubre | 14:00 |
| West Ham United        | 1 - 0 | Tottenham Hotspur | London Stadium    | 24 de octubre | 14:00 |
| Manchester United      | 0 - 5 | Liverpool         | Old Trafford      | 24 de octubre | 16:30 |

| Leicester City    | 0 - 2 | Arsenal                | King Power Stadium | 30 de octubre  | 12:30 |
| Burnley           | 3 - 1 | Brentford              | Turf Moor          | 30 de octubre  | 15:00 |
| Liverpool         | 2 - 2 | Brighton & Hove Albion | Anfield            | 30 de octubre  | 15:00 |
| Manchester City   | 0 - 2 | Crystal Palace         | Etihad Stadium     | 30 de octubre  | 15:00 |
| Newcastle United  | 0 - 3 | Chelsea                | St James' Park     | 30 de octubre  | 15:00 |
| Watford           | 0 - 1 | Southampton            | Vicarage Road      | 30 de octubre  | 15:00 |
| Tottenham Hotspur | 0 - 3 | Manchester United      | Tottenham Stadium  | 30 de octubre  | 17:30 |
| Norwich City      | 1 - 2 | Leeds United           | Carrow Road        | 31 de octubre  | 14:00 |
| Aston Villa       | 1 - 4 | West Ham United        | Villa Park         | 31 de octubre  | 16:30 |
| Wolverhampton     | 2 - 1 | Everton                | Molineux Stadium   | 1 de noviembre | 20:00 |

| Southampton            | 1 - 0 | Aston Villa       | St Mary's Stadium | 5 de noviembre | 20:00 |
| Manchester United      | 0 - 2 | Manchester City   | Old Trafford      | 6 de noviembre | 12:30 |
| Brentford              | 1 - 2 | Norwich City      | Community Stadium | 6 de noviembre | 15:00 |
| Chelsea                | 1 - 1 | Burnley           | Stamford Bridge   | 6 de noviembre | 15:00 |
| Crystal Palace         | 2 - 0 | Wolverhampton     | Selhurst Park     | 6 de noviembre | 15:00 |
| Brighton & Hove Albion | 1 - 1 | Newcastle United  | Amex Stadium      | 6 de noviembre | 17:30 |
| Arsenal                | 1 - 0 | Watford           | Emirates Stadium  | 7 de noviembre | 14:00 |
| Everton                | 0 - 0 | Tottenham Hotspur | Goodison Park     | 7 de noviembre | 14:00 |
| Leeds United           | 1 - 1 | Leicester City    | Elland Road       | 7 de noviembre | 14:00 |
| West Ham United        | 3 - 2 | Liverpool         | London Stadium    | 7 de noviembre | 16:30 |

| Leicester City    | 0 - 3 | Chelsea                | King Power Stadium | 20 de noviembre | 12:30 |
| Aston Villa       | 2 - 0 | Brighton & Hove Albion | Villa Park         | 20 de noviembre | 15:00 |
| Burnley           | 3 - 3 | Crystal Palace         | Turf Moor          | 20 de noviembre | 15:00 |
| Newcastle United  | 3 - 3 | Brentford              | St James' Park     | 20 de noviembre | 15:00 |
| Norwich City      | 2 - 1 | Southampton            | Carrow Road        | 20 de noviembre | 15:00 |
| Watford           | 4 - 1 | Manchester United      | Vicarage Road      | 20 de noviembre | 15:00 |
| Wolverhampton     | 1 - 0 | West Ham United        | Molineux Stadium   | 20 de noviembre | 15:00 |
| Liverpool         | 4 - 0 | Arsenal                | Anfield            | 20 de noviembre | 17:30 |
| Manchester City   | 3 - 0 | Everton                | Etihad Stadium     | 21 de noviembre | 14:00 |
| Tottenham Hotspur | 2 - 1 | Leeds United           | Tottenham Stadium  | 21 de noviembre | 16:30 |

| Arsenal                | 2 - 0 | Newcastle United  | Emirates Stadium   | 27 de noviembre | 12:30 |
| Crystal Palace         | 1 - 2 | Aston Villa       | Selhurst Park      | 27 de noviembre | 15:00 |
| Liverpool              | 4 - 0 | Southampton       | Anfield            | 27 de noviembre | 15:00 |
| Norwich City           | 0 - 0 | Wolverhampton     | Carrow Road        | 27 de noviembre | 15:00 |
| Brighton & Hove Albion | 0 - 0 | Leeds United      | Amex Stadium       | 27 de noviembre | 17:30 |
| Brentford              | 1 - 0 | Everton           | Community Stadium  | 28 de noviembre | 14:00 |
| Leicester City         | 4 - 2 | Watford           | King Power Stadium | 28 de noviembre | 14:00 |
| Manchester City        | 2 - 1 | West Ham United   | Etihad Stadium     | 28 de noviembre | 14:00 |
| Chelsea                | 1 - 1 | Manchester United | Stamford Bridge    | 28 de noviembre | 16:30 |
| Burnley                | 1 - 0 | Tottenham Hotspur | Turf Moor          | 23 de febrero   | 19:30 |

| Newcastle United  | 1 - 1 | Norwich City           | St James' Park    | 30 de noviembre | 19:30 |
| Leeds United      | 1 - 0 | Crystal Palace         | Elland Road       | 30 de noviembre | 20:15 |
| Southampton       | 2 - 2 | Leicester City         | St Mary's Stadium | 1 de diciembre  | 19:30 |
| Watford           | 1 - 2 | Chelsea                | Vicarage Road     | 1 de diciembre  | 19:30 |
| West Ham United   | 1 - 1 | Brighton & Hove Albion | London Stadium    | 1 de diciembre  | 19:30 |
| Wolverhampton     | 0 - 0 | Burnley                | Molineux Stadium  | 1 de diciembre  | 19:30 |
| Aston Villa       | 1 - 2 | Manchester City        | Villa Park        | 1 de diciembre  | 20:15 |
| Everton           | 1 - 4 | Liverpool              | Goodison Park     | 1 de diciembre  | 20:15 |
| Tottenham Hotspur | 2 - 0 | Brentford              | Tottenham Stadium | 2 de diciembre  | 19:30 |
| Manchester United | 3 - 2 | Arsenal                | Old Trafford      | 2 de diciembre  | 20:15 |

| West Ham United   | 3 - 2 | Chelsea                | London Stadium    | 4 de diciembre | 12:30 |
| Newcastle United  | 1 - 0 | Burnley                | St James' Park    | 4 de diciembre | 15:00 |
| Southampton       | 1 - 1 | Brighton & Hove Albion | St Mary's Stadium | 4 de diciembre | 15:00 |
| Wolverhampton     | 0 - 1 | Liverpool              | Molineux Stadium  | 4 de diciembre | 15:00 |
| Watford           | 1 - 3 | Manchester City        | Vicarage Road     | 4 de diciembre | 17:30 |
| Leeds United      | 2 - 2 | Brentford              | Elland Road       | 5 de diciembre | 14:00 |
| Manchester United | 1 - 0 | Crystal Palace         | Old Trafford      | 5 de diciembre | 14:00 |
| Tottenham Hotspur | 3 - 0 | Norwich City           | Tottenham Stadium | 5 de diciembre | 14:00 |
| Aston Villa       | 2 - 1 | Leicester City         | Villa Park        | 5 de diciembre | 16:30 |
| Everton           | 2 - 1 | Arsenal                | Goodison Park     | 6 de diciembre | 20:00 |

| Brentford              | 2 - 1 | Watford           | Community Stadium  | 10 de diciembre | 20:00 |
| Manchester City        | 1 - 0 | Wolverhampton     | Etihad Stadium     | 11 de diciembre | 12:30 |
| Arsenal                | 3 - 0 | Southampton       | Emirates Stadium   | 11 de diciembre | 15:00 |
| Chelsea                | 3 - 2 | Leeds United      | Stamford Bridge    | 11 de diciembre | 15:00 |
| Liverpool              | 1 - 0 | Aston Villa       | Anfield            | 11 de diciembre | 15:00 |
| Norwich City           | 0 - 1 | Manchester United | Carrow Road        | 11 de diciembre | 17:30 |
| Burnley                | 0 - 0 | West Ham United   | Turf Moor          | 12 de diciembre | 14:00 |
| Leicester City         | 4 - 0 | Newcastle United  | King Power Stadium | 12 de diciembre | 14:00 |
| Crystal Palace         | 3 - 1 | Everton           | Selhurst Park      | 12 de diciembre | 16:30 |
| Brighton & Hove Albion | 0 - 2 | Tottenham Hotspur | Amex Stadium       | 16 de marzo     | 19:30 |

| Norwich City           | 0 - 2 | Aston Villa       | Carrow Road        | 14 de diciembre | 19:45 |
| Manchester City        | 7 - 0 | Leeds United      | Etihad Stadium     | 14 de diciembre | 20:00 |
| Brighton & Hove Albion | 0 - 1 | Wolverhampton     | Amex Stadium       | 15 de diciembre | 19:30 |
| Crystal Palace         | 2 - 2 | Southampton       | Selhurst Park      | 15 de diciembre | 19:30 |
| Arsenal                | 2 - 0 | West Ham United   | Emirates Stadium   | 15 de diciembre | 20:00 |
| Chelsea                | 1 - 1 | Everton           | Stamford Bridge    | 16 de diciembre | 19:45 |
| Liverpool              | 3 - 1 | Newcastle United  | Anfield            | 16 de diciembre | 20:00 |
| Leicester City         | 2 - 3 | Tottenham Hotspur | King Power Stadium | 19 de enero     | 19:30 |
| Brentford              | 1 - 3 | Manchester United | Community Stadium  | 19 de enero     | 20:00 |
| Burnley                | 0 - 0 | Watford           | Turf Moor          | 5 de febrero    | 18:00 |

| Leeds United      | 1 - 4 | Arsenal                | Elland Road       | 18 de diciembre | 17:30 |
| Newcastle United  | 0 - 4 | Manchester City        | St James' Park    | 19 de diciembre | 14:00 |
| Wolverhampton     | 0 - 0 | Chelsea                | Molineux Stadium  | 19 de diciembre | 14:00 |
| Tottenham Hotspur | 2 - 2 | Liverpool              | Tottenham Stadium | 19 de diciembre | 16:30 |
| Southampton       | 4 - 1 | Brentford              | St Mary's Stadium | 11 de enero     | 19:45 |
| West Ham United   | 2 - 0 | Norwich City           | London Stadium    | 12 de enero     | 19:45 |
| Manchester United | 2 - 0 | Brighton & Hove Albion | Old Trafford      | 15 de febrero   | 20:15 |
| Watford           | 1 - 4 | Crystal Palace         | Vicarage Road     | 23 de febrero   | 19:30 |
| Everton           | 1 - 1 | Leicester City         | Goodison Park     | 20 de abril     | 19:45 |
| Aston Villa       | 1 - 1 | Burnley                | Villa Park        | 19 de mayo      | 20:00 |

| Manchester City        | 6 - 3 | Leicester City    | Etihad Stadium    | 26 de diciembre | 15:00 |
| Norwich City           | 0 - 5 | Arsenal           | Carrow Road       | 26 de diciembre | 15:00 |
| Tottenham Hotspur      | 3 - 0 | Crystal Palace    | Tottenham Stadium | 26 de diciembre | 15:00 |
| West Ham United        | 2 - 3 | Southampton       | London Stadium    | 26 de diciembre | 15:00 |
| Aston Villa            | 1 - 3 | Chelsea           | Villa Park        | 26 de diciembre | 17:30 |
| Brighton & Hove Albion | 2 - 0 | Brentford         | Amex Stadium      | 26 de diciembre | 20:00 |
| Newcastle United       | 1 - 1 | Manchester United | St James' Park    | 27 de diciembre | 20:00 |
| Liverpool              | 6 - 0 | Leeds United      | Anfield           | 23 de febrero   | 19:45 |
| Wolverhampton          | 4 - 0 | Watford           | Molineux Stadium  | 10 de marzo     | 19:30 |
| Burnley                | 3 - 2 | Everton           | Turf Moor         | 6 de abril      | 19:30 |

### Segunda vuelta
| Crystal Palace    | 3 - 0 | Norwich City           | Selhurst Park      | 28 de diciembre | 15:00 |
| Southampton       | 1 - 1 | Tottenham Hotspur      | St Mary's Stadium  | 28 de diciembre | 15:00 |
| Watford           | 1 - 4 | West Ham United        | Vicarage Road      | 28 de diciembre | 15:00 |
| Leicester City    | 1 - 0 | Liverpool              | King Power Stadium | 28 de diciembre | 20:00 |
| Chelsea           | 1 - 1 | Brighton & Hove Albion | Stamford Bridge    | 29 de diciembre | 19:30 |
| Brentford         | 0 - 1 | Manchester City        | Community Stadium  | 29 de diciembre | 20:15 |
| Manchester United | 3 - 1 | Burnley                | Old Trafford       | 30 de diciembre | 20:15 |
| Arsenal           | 2 - 1 | Wolverhampton          | Emirates Stadium   | 24 de febrero   | 19:45 |
| Leeds United      | 0 - 3 | Aston Villa            | Elland Road        | 10 de marzo     | 19:45 |
| Everton           | 1 - 0 | Newcastle United       | Goodison Park      | 17 de marzo     | 19:45 |

| Arsenal           | 1 - 2 | Manchester City        | Emirates Stadium   | 1 de enero  | 12:30 |
| Watford           | 0 - 1 | Tottenham Hotspur      | Vicarage Road      | 1 de enero  | 15:00 |
| Crystal Palace    | 2 - 3 | West Ham United        | Selhurst Park      | 1 de enero  | 17:30 |
| Brentford         | 2 - 1 | Aston Villa            | Community Stadium  | 2 de enero  | 14:00 |
| Everton           | 2 - 3 | Brighton & Hove Albion | Goodison Park      | 2 de enero  | 14:00 |
| Leeds United      | 3 - 1 | Burnley                | Elland Road        | 2 de enero  | 14:00 |
| Chelsea           | 2 - 2 | Liverpool              | Stamford Bridge    | 2 de enero  | 16:30 |
| Manchester United | 0 - 1 | Wolverhampton          | Old Trafford       | 3 de enero  | 17:30 |
| Southampton       | 1 - 2 | Newcastle United       | St Mary's Stadium  | 10 de marzo | 19:30 |
| Leicester City    | 3 - 0 | Norwich City           | King Power Stadium | 11 de mayo  | 19:45 |

| Brighton & Hove Albion | 1 - 1 | Crystal Palace    | Amex Stadium      | 14 de enero | 20:00 |
| Manchester City        | 1 - 0 | Chelsea           | Etihad Stadium    | 15 de enero | 12:30 |
| Newcastle United       | 1 - 1 | Watford           | St James' Park    | 15 de enero | 15:00 |
| Norwich City           | 2 - 1 | Everton           | Carrow Road       | 15 de enero | 15:00 |
| Wolverhampton          | 3 - 1 | Southampton       | Molineux Stadium  | 15 de enero | 15:00 |
| Aston Villa            | 2 - 2 | Manchester United | Villa Park        | 15 de enero | 17:30 |
| Liverpool              | 3 - 0 | Brentford         | Anfield           | 16 de enero | 14:00 |
| West Ham United        | 2 - 3 | Leeds United      | London Stadium    | 16 de enero | 14:00 |
| Burnley                | 0 - 2 | Leicester City    | Turf Moor         | 1 de marzo  | 19:45 |
| Tottenham Hotspur      | 3 - 0 | Arsenal           | Tottenham Stadium | 12 de mayo  | 19:45 |

| Watford           | 0 - 3 | Norwich City           | Vicarage Road      | 21 de enero | 20:00 |
| Everton           | 0 - 1 | Aston Villa            | Goodison Park      | 22 de enero | 12:30 |
| Brentford         | 1 - 2 | Wolverhampton          | Community Stadium  | 22 de enero | 15:00 |
| Leeds United      | 0 - 1 | Newcastle United       | Elland Road        | 22 de enero | 15:00 |
| Manchester United | 1 - 0 | West Ham United        | Old Trafford       | 22 de enero | 15:00 |
| Southampton       | 1 - 1 | Manchester City        | St Mary's Stadium  | 22 de enero | 17:30 |
| Arsenal           | 0 - 0 | Burnley                | Emirates Stadium   | 23 de enero | 14:00 |
| Crystal Palace    | 1 - 3 | Liverpool              | Selhurst Park      | 23 de enero | 14:00 |
| Leicester City    | 1 - 1 | Brighton & Hove Albion | King Power Stadium | 23 de enero | 14:00 |
| Chelsea           | 2 - 0 | Tottenham Hotspur      | Stamford Bridge    | 23 de enero | 16:30 |

| Brighton & Hove Albion | 1 - 1 | Chelsea           | Amex Stadium      | 18 de enero   | 20:00 |
| Newcastle United       | 3 - 1 | Everton           | St James' Park    | 8 de febrero  | 19:45 |
| West Ham United        | 1 - 0 | Watford           | London Stadium    | 8 de febrero  | 19:45 |
| Burnley                | 1 - 1 | Manchester United | Turf Moor         | 8 de febrero  | 20:00 |
| Manchester City        | 2 - 0 | Brentford         | Etihad Stadium    | 9 de febrero  | 19:45 |
| Norwich City           | 1 - 1 | Crystal Palace    | Carrow Road       | 9 de febrero  | 19:45 |
| Tottenham Hotspur      | 2 - 3 | Southampton       | Tottenham Stadium | 9 de febrero  | 19:45 |
| Aston Villa            | 3 - 3 | Leeds United      | Villa Park        | 9 de febrero  | 20:00 |
| Liverpool              | 2 - 0 | Leicester City    | Anfield           | 10 de febrero | 19:45 |
| Wolverhampton          | 0 - 1 | Arsenal           | Molineux Stadium  | 10 de febrero | 19:45 |

| Manchester United | 1 - 1 | Southampton            | Old Trafford       | 12 de febrero | 12:30 |
| Brentford         | 0 - 0 | Crystal Palace         | Community Stadium  | 12 de febrero | 15:00 |
| Everton           | 3 - 0 | Leeds United           | Goodison Park      | 12 de febrero | 15:00 |
| Watford           | 0 - 2 | Brighton & Hove Albion | Vicarage Road      | 12 de febrero | 15:00 |
| Norwich City      | 0 - 4 | Manchester City        | Carrow Road        | 12 de febrero | 17:30 |
| Burnley           | 0 - 1 | Liverpool              | Turf Moor          | 13 de febrero | 14:00 |
| Newcastle United  | 1 - 0 | Aston Villa            | St James' Park     | 13 de febrero | 14:00 |
| Tottenham Hotspur | 0 - 2 | Wolverhampton          | Tottenham Stadium  | 13 de febrero | 14:00 |
| Leicester City    | 2 - 2 | West Ham United        | King Power Stadium | 13 de febrero | 16:30 |
| Chelsea           | 2 - 4 | Arsenal                | Stamford Bridge    | 20 de abril   | 19:45 |

| West Ham United        | 1 - 1 | Newcastle United  | London Stadium    | 19 de febrero | 12:30 |
| Arsenal                | 2 - 1 | Brentford         | Emirates Stadium  | 19 de febrero | 15:00 |
| Aston Villa            | 0 - 1 | Watford           | Villa Park        | 19 de febrero | 15:00 |
| Brighton & Hove Albion | 0 - 3 | Burnley           | Amex Stadium      | 19 de febrero | 15:00 |
| Crystal Palace         | 0 - 1 | Chelsea           | Selhurst Park     | 19 de febrero | 15:00 |
| Liverpool              | 3 - 1 | Norwich City      | Anfield           | 19 de febrero | 15:00 |
| Southampton            | 2 - 0 | Everton           | St Mary's Stadium | 19 de febrero | 15:00 |
| Manchester City        | 2 - 3 | Tottenham Hotspur | Etihad Stadium    | 19 de febrero | 17:30 |
| Leeds United           | 2 - 4 | Manchester United | Elland Road       | 20 de febrero | 14:00 |
| Wolverhampton          | 2 - 1 | Leicester City    | Molineux Stadium  | 20 de febrero | 16:30 |

| Southampton            | 2 - 0 | Norwich City      | St Mary's Stadium | 25 de febrero | 20:00 |
| Leeds United           | 0 - 4 | Tottenham Hotspur | Elland Road       | 26 de febrero | 12:30 |
| Brentford              | 0 - 2 | Newcastle United  | Community Stadium | 26 de febrero | 15:00 |
| Crystal Palace         | 1 - 1 | Burnley           | Selhurst Park     | 26 de febrero | 15:00 |
| Manchester United      | 0 - 0 | Watford           | Old Trafford      | 26 de febrero | 15:00 |
| Brighton & Hove Albion | 0 - 2 | Aston Villa       | Amex Stadium      | 26 de febrero | 15:30 |
| Everton                | 0 - 1 | Manchester City   | Goodison Park     | 26 de febrero | 17:30 |
| West Ham United        | 1 - 0 | Wolverhampton     | London Stadium    | 27 de febrero | 14:00 |
| Arsenal                | 0 - 2 | Liverpool         | Emirates Stadium  | 16 de marzo   | 20:15 |
| Chelsea                | 1 - 1 | Leicester City    | Stamford Bridge   | 19 de mayo    | 20:00 |

| Leicester City    | 1 - 0 | Leeds United           | King Power Stadium | 5 de marzo | 12:30 |
| Aston Villa       | 4 - 0 | Southampton            | Villa Park         | 5 de marzo | 15:00 |
| Burnley           | 0 - 4 | Chelsea                | Turf Moor          | 5 de marzo | 15:00 |
| Newcastle United  | 2 - 1 | Brighton & Hove Albion | St James' Park     | 5 de marzo | 15:00 |
| Norwich City      | 1 - 3 | Brentford              | Carrow Road        | 5 de marzo | 15:00 |
| Wolverhampton     | 0 - 2 | Crystal Palace         | Molineux Stadium   | 5 de marzo | 15:00 |
| Liverpool         | 1 - 0 | West Ham United        | Anfield            | 5 de marzo | 17:30 |
| Watford           | 2 - 3 | Arsenal                | Vicarage Road      | 6 de marzo | 14:00 |
| Manchester City   | 4 - 1 | Manchester United      | Etihad Stadium     | 6 de marzo | 16:30 |
| Tottenham Hotspur | 5 - 0 | Everton                | Tottenham Stadium  | 7 de marzo | 20:00 |

| Brighton & Hove Albion | 0 - 2 | Liverpool         | Amex Stadium      | 12 de marzo | 12:30 |
| Brentford              | 2 - 0 | Burnley           | Community Stadium | 12 de marzo | 15:00 |
| Manchester United      | 3 - 2 | Tottenham Hotspur | Old Trafford      | 12 de marzo | 17:30 |
| Chelsea                | 1 - 0 | Newcastle United  | Stamford Bridge   | 13 de marzo | 14:00 |
| Everton                | 0 - 1 | Wolverhampton     | Goodison Park     | 13 de marzo | 14:00 |
| Leeds United           | 2 - 1 | Norwich City      | Elland Road       | 13 de marzo | 14:00 |
| Southampton            | 1 - 2 | Watford           | St Mary's Stadium | 13 de marzo | 14:00 |
| West Ham United        | 2 - 1 | Aston Villa       | London Stadium    | 13 de marzo | 14:00 |
| Arsenal                | 2 - 0 | Leicester City    | Emirates Stadium  | 13 de marzo | 16:30 |
| Crystal Palace         | 0 - 0 | Manchester City   | Selhurst Park     | 14 de marzo | 20:00 |

| Norwich City      | 1 - 3 | Chelsea                | Carrow Road        | 10 de marzo | 19:30 |
| Wolverhampton     | 2 - 3 | Leeds United           | Molineux Stadium   | 18 de marzo | 20:00 |
| Aston Villa       | 0 - 1 | Arsenal                | Villa Park         | 19 de marzo | 12:30 |
| Leicester City    | 2 - 1 | Brentford              | King Power Stadium | 20 de marzo | 14:00 |
| Tottenham Hotspur | 3 - 1 | West Ham United        | Tottenham Stadium  | 20 de marzo | 16:30 |
| Liverpool         | 4 - 0 | Manchester United      | Anfield            | 19 de abril | 20:00 |
| Newcastle United  | 1 - 0 | Crystal Palace         | St James' Park     | 20 de abril | 19:45 |
| Manchester City   | 3 - 0 | Brighton & Hove Albion | Etihad Stadium     | 20 de abril | 20:00 |
| Burnley           | 2 - 0 | Southampton            | Turf Moor          | 21 de abril | 19:45 |
| Watford           | 0 - 0 | Everton                | Vicarage Road      | 11 de mayo  | 19:45 |

| Liverpool              | 2 - 0 | Watford          | Anfield           | 2 de abril | 12:30 |
| Brighton & Hove Albion | 0 - 0 | Norwich City     | Amex Stadium      | 2 de abril | 15:00 |
| Burnley                | 0 - 2 | Manchester City  | Turf Moor         | 2 de abril | 15:00 |
| Chelsea                | 1 - 4 | Brentford        | Stamford Bridge   | 2 de abril | 15:00 |
| Leeds United           | 1 - 1 | Southampton      | Elland Road       | 2 de abril | 15:00 |
| Wolverhampton          | 2 - 1 | Aston Villa      | Molineux Stadium  | 2 de abril | 15:00 |
| Manchester United      | 1 - 1 | Leicester City   | Old Trafford      | 2 de abril | 17:30 |
| West Ham United        | 2 - 1 | Everton          | London Stadium    | 3 de abril | 14:00 |
| Tottenham Hotspur      | 5 - 1 | Newcastle United | Tottenham Stadium | 3 de abril | 16:30 |
| Crystal Palace         | 3 - 0 | Arsenal          | Selhurst Park     | 4 de abril | 20:00 |

| Newcastle United | 1 - 0 | Wolverhampton          | St James' Park     | 8 de abril  | 20:00 |
| Everton          | 1 - 0 | Manchester United      | Goodison Park      | 9 de abril  | 12:30 |
| Arsenal          | 1 - 2 | Brighton & Hove Albion | Emirates Stadium   | 9 de abril  | 15:00 |
| Southampton      | 0 - 6 | Chelsea                | St Mary's Stadium  | 9 de abril  | 15:00 |
| Watford          | 0 - 3 | Leeds United           | Vicarage Road      | 9 de abril  | 15:00 |
| Aston Villa      | 0 - 4 | Tottenham Hotspur      | Villa Park         | 9 de abril  | 17:30 |
| Brentford        | 2 - 0 | West Ham United        | Community Stadium  | 10 de abril | 14:00 |
| Leicester City   | 2 - 1 | Crystal Palace         | King Power Stadium | 10 de abril | 14:00 |
| Norwich City     | 2 - 0 | Burnley                | Carrow Road        | 10 de abril | 14:00 |
| Manchester City  | 2 - 2 | Liverpool              | Etihad Stadium     | 10 de abril | 16:30 |

| Tottenham Hotspur | 0 - 1 | Brighton & Hove Albion | Tottenham Stadium | 16 de abril | 12:30 |
| Manchester United | 3 - 2 | Norwich City           | Old Trafford      | 16 de abril | 15:00 |
| Southampton       | 1 - 0 | Arsenal                | St Mary's Stadium | 16 de abril | 15:00 |
| Watford           | 1 - 2 | Brentford              | Vicarage Road     | 16 de abril | 15:00 |
| Newcastle United  | 2 - 1 | Leicester City         | St James' Park    | 17 de abril | 14:15 |
| West Ham United   | 1 - 1 | Burnley                | London Stadium    | 17 de abril | 14:15 |
| Aston Villa       | 1 - 2 | Liverpool              | Villa Park        | 10 de mayo  | 20:00 |
| Leeds United      | 0 - 3 | Chelsea                | Elland Road       | 11 de mayo  | 19:30 |
| Wolverhampton     | 1 - 5 | Manchester City        | Molineux Stadium  | 11 de mayo  | 20:15 |
| Everton           | 3 - 2 | Crystal Palace         | Goodison Park     | 19 de mayo  | 19:45 |

| Arsenal                | 3 - 1 | Manchester United | Emirates Stadium   | 23 de abril | 12:30 |
| Leicester City         | 0 - 0 | Aston Villa       | King Power Stadium | 23 de abril | 15:00 |
| Manchester City        | 5 - 1 | Watford           | Etihad Stadium     | 23 de abril | 15:00 |
| Norwich City           | 0 - 3 | Newcastle United  | Carrow Road        | 23 de abril | 15:00 |
| Brentford              | 0 - 0 | Tottenham Hotspur | Community Stadium  | 23 de abril | 17:30 |
| Brighton & Hove Albion | 2 - 2 | Southampton       | Amex Stadium       | 24 de abril | 14:00 |
| Burnley                | 1 - 0 | Wolverhampton     | Turf Moor          | 24 de abril | 14:00 |
| Chelsea                | 1 - 0 | West Ham United   | Stamford Bridge    | 24 de abril | 14:00 |
| Liverpool              | 2 - 0 | Everton           | Anfield            | 24 de abril | 16:30 |
| Crystal Palace         | 0 - 0 | Leeds United      | Selhurst Park      | 25 de abril | 20:00 |

| Newcastle United  | 0 - 1 | Liverpool              | St James' Park    | 30 de abril | 12:30 |
| Aston Villa       | 2 - 0 | Norwich City (D)       | Villa Park        | 30 de abril | 15:00 |
| Southampton       | 1 - 2 | Crystal Palace         | St Mary's Stadium | 30 de abril | 15:00 |
| Watford           | 1 - 2 | Burnley                | Vicarage Road     | 30 de abril | 15:00 |
| Wolverhampton     | 0 - 3 | Brighton & Hove Albion | Molineux Stadium  | 30 de abril | 15:00 |
| Leeds United      | 0 - 4 | Manchester City        | Elland Road       | 30 de abril | 17:30 |
| Everton           | 1 - 0 | Chelsea                | Goodison Park     | 1 de mayo   | 14:00 |
| Tottenham Hotspur | 3 - 1 | Leicester City         | Tottenham Stadium | 1 de mayo   | 14:00 |
| West Ham United   | 1 - 2 | Arsenal                | London Stadium    | 1 de mayo   | 16:30 |
| Manchester United | 3 - 0 | Brentford              | Old Trafford      | 2 de mayo   | 20:00 |

| Brentford              | 3 - 0 | Southampton       | Community Stadium  | 7 de mayo | 15:00 |
| Burnley                | 1 - 3 | Aston Villa       | Turf Moor          | 7 de mayo | 15:00 |
| Chelsea                | 2 - 2 | Wolverhampton     | Stamford Bridge    | 7 de mayo | 15:00 |
| Crystal Palace         | 1 - 0 | Watford (D)       | Selhurst Park      | 7 de mayo | 15:00 |
| Brighton & Hove Albion | 4 - 0 | Manchester United | Amex Stadium       | 7 de mayo | 17:30 |
| Liverpool              | 1 - 1 | Tottenham Hotspur | Anfield            | 7 de mayo | 19:45 |
| Arsenal                | 2 - 1 | Leeds United      | Emirates Stadium   | 8 de mayo | 14:00 |
| Leicester City         | 1 - 2 | Everton           | King Power Stadium | 8 de mayo | 14:00 |
| Norwich City           | 0 - 4 | West Ham United   | Carrow Road        | 8 de mayo | 14:00 |
| Manchester City        | 5 - 0 | Newcastle United  | Etihad Stadium     | 8 de mayo | 16:30 |

| Manchester United | 1 - 1 | Chelsea                | Old Trafford      | 28 de abril | 19:45 |
| Tottenham Hotspur | 1 - 0 | Burnley                | Tottenham Stadium | 15 de mayo  | 12:00 |
| Aston Villa       | 1 - 1 | Crystal Palace         | Villa Park        | 15 de mayo  | 14:00 |
| Leeds United      | 1 - 1 | Brighton & Hove Albion | Elland Road       | 15 de mayo  | 14:00 |
| Watford           | 1 - 5 | Leicester City         | Vicarage Road     | 15 de mayo  | 14:00 |
| West Ham United   | 2 - 2 | Manchester City        | London Stadium    | 15 de mayo  | 14:00 |
| Wolverhampton     | 1 - 1 | Norwich City           | Molineux Stadium  | 15 de mayo  | 14:00 |
| Everton           | 2 - 3 | Brentford              | Goodison Park     | 15 de mayo  | 16:30 |
| Newcastle United  | 2 - 0 | Arsenal                | St James' Park    | 16 de mayo  | 20:00 |
| Southampton       | 1 - 2 | Liverpool              | St Mary's Stadium | 17 de mayo  | 19:45 |

| Arsenal                | 5 - 1 | Everton           | Emirates Stadium   | 22 de mayo | 16:00 |
| Brentford              | 1 - 2 | Leeds United      | Community Stadium  | 22 de mayo | 16:00 |
| Brighton & Hove Albion | 3 - 1 | West Ham United   | Amex Stadium       | 22 de mayo | 16:00 |
| Burnley (D)            | 1 - 2 | Newcastle United  | Turf Moor          | 22 de mayo | 16:00 |
| Chelsea                | 2 - 1 | Watford           | Stamford Bridge    | 22 de mayo | 16:00 |
| Crystal Palace         | 1 - 0 | Manchester United | Selhurst Park      | 22 de mayo | 16:00 |
| Leicester City         | 4 - 1 | Southampton       | King Power Stadium | 22 de mayo | 16:00 |
| Liverpool              | 3 - 1 | Wolverhampton     | Anfield            | 22 de mayo | 16:00 |
| Manchester City (C)    | 3 - 2 | Aston Villa       | Etihad Stadium     | 22 de mayo | 16:00 |
| Norwich City           | 0 - 5 | Tottenham Hotspur | Carrow Road        | 22 de mayo | 16:00 |

|                                                                                           |
| Bandera de Gran Mánchester                                                                |
| Campeón Manchester City F. C. 8.° título de Primera División 6.° título de Premier League |

Notas:
1. ↑  El partido entre Burnley vs. Tottenham Hotspur se suspendió por malas condiciones climatológicas. Se reprogramó para la fecha señalada.[47]
2. ↑  El partido entre Brighton & Hove Albion y Tottenham Hotspur estaba programado para jugarse el 12 de diciembre a las 14:00 hrs, pero se postergó hasta esta fecha y este horario por un contagio masivo de COVID-19 entre jugadores y cuerpo técnico del Tottenham Hotspur.[48]
3. ↑  El partido entre Brentford y Manchester United estaba programado para jugarse el 14 de diciembre a las 19:30 hrs, pero se suspendió por un brote de COVID-19 en las instalaciones del Manchester United, el día 12 de diciembre. Se decidió esta fecha para disputar este partido.[49]
4. ↑  El partido entre Leicester City y Tottenham Hotspur estaba programado para jugarse el 16 de diciembre a las 19:30 hrs, pero se suspendió por un brote de COVID-19 en el Leicester City. Se decidió esta fecha para disputar este partido.[50]
5. ↑  El partido entre Burnley y Watford estaba programado para jugarse el 15 de diciembre a las 19:30 h, pero se suspendió por un brote de COVID-19 en el Watford. Se iba a reprogramar para el 18 de enero, pero nuevamente se suspendió debido a falta de jugadores en el Burnley por contagios de COVID-19, lesiones y jugadores convocados a sus selecciones para la Copa Africana de Naciones. Al final se decidió reprogramarse para esta fecha señalada.[51][52]
6. ↑  El partido entre Southampton y Brentford estaba programado para jugarse el 18 de diciembre, pero se suspendió indefinidamente por el aumento de pruebas positivas por COVID-19 en el Brentford. Se decidió reprogramar en esta fecha señalada.[53]
7. ↑  El partido entre West Ham United y Norwich City estaba programado para jugarse el 18 de diciembre, pero se suspendió indefinidamente por el aumento de pruebas positivas por COVID-19 en el Norwich City. Se decidió reprogramar en esta fecha señalada.[54]
8. ↑  El partido entre Manchester United y Brighton & Hove Albion estaba programado para jugarse el 18 de diciembre a las 12:30 hrs, pero se suspendió indefinidamente por el aumento de pruebas positivas por COVID-19 en el Manchester United. Se decidió reprogramar en esta fecha señalada.[55]
9. ↑  El partido entre Watford y Crystal Palace estaba programado para jugarse el 18 de diciembre, pero se suspendió indefinidamente por el aumento de pruebas positivas por COVID-19 en el Watford. Se decidió reprogramar en esta fecha señalada.[56]
10. ↑  El partido entre Everton y Leicester City estaba programado para jugarse el 11 de diciembre a las 20:00 hrs tras una suspensión inicial por COVID-19, pero se postergó nuevamente debido a la insuficiencia de jugadores disponibles en los Foxes entre casos positivos por COVID-19, lesiones y jugadores convocados a sus selecciones para la Copa Africana de Naciones. Al final decidió reprogramarse para esta fecha señalada.[57]
11. ↑  El partido entre Aston Villa y Burnley estaba programado para jugarse el 18 de diciembre, pero se suspendió indefinidamente por el aumento de pruebas positivas por COVID-19 en el Aston Villa. Al final decidió reprogramarse para esta fecha señalada.[58]
12. ↑  Este partido estaba planeado para jugarse el 26 de diciembre a las 15:00 hrs, en la jornada tradicional del Boxing Day, pero fue suspendido tras detectar un brote de COVID-19 en la plantilla del Leeds United. Se reprogramó en la fecha señalada.[59]
13. ↑  El encuentro estaba planeado para jugarse el 26 de diciembre a las 15:00 hrs, en la jornada tradicional del Boxing Day, pero fue suspendido tras detectar un brote de COVID-19 en la plantilla de los Hornets. Se reprogramó en la fecha señalada.[59]
14. ↑  Este cotejo estaba planeado para disputarse el 26 de diciembre a las 15:00 hrs, en la jornada tradicional del Boxing Day, pero fue postergado indefinidamente debido a brotes de COVID-19 en el plantel del equipo Toffee. Se reprogramó en la fecha señalada.[60]
15. ↑  El partido entre Arsenal y Wolverhampton estaba programado para jugarse el 28 de diciembre, pero se suspendió indefinidamente por el aumento de pruebas positivas por COVID-19 en el Wolverhampton. Se decidió reprogramar en esta fecha señalada.[61]
16. ↑  El partido entre Leeds United y Aston Villa estaba programado para jugarse el 28 de diciembre, pero se suspendió indefinidamente por el aumento de pruebas positivas por COVID-19 en el Leeds United. Se decidió reprogramar en esta fecha señalada.[62]
17. ↑  El partido entre Everton y Newcastle United estaba programado para jugarse el 30 de diciembre, pero se suspendió indefinidamente por el aumento de pruebas positivas por COVID-19 en el Newcastle United. Se decidió reprogramar en esta fecha señalada.[63]
18. ↑  El partido entre Southampton y Newcastle United estaba programado para jugarse el 2 de enero, pero se suspendió indefinidamente por el aumento de pruebas positivas por COVID-19 en el Newcastle United. Se decidió reprogramar en esta fecha señalada.[64]
19. ↑  El partido entre Leicester city y Norwich City estaba programado para jugarse el 1 de enero, pero se suspendió indefinidamente por el aumento de pruebas positivas por COVID-19 y lesiones en el Norwich City. Se decidió reprogramar en esta fecha señalada.[65]
20. ↑  El partido entre Burnley y Leicester City estaba programado para jugarse el 15 de enero, pero se suspendió indefinidamente por el aumento de pruebas positivas por COVID-19 en el Burnley. Se decidió reprogramar en esta fecha señalada.[66]
21. ↑  El partido entre Tottenham y Arsenal estaba programado para jugarse el 16 de enero, pero se suspendió indefinidamente por el aumento de pruebas positivas por COVID-19 en el Arsenal. Se decidió reprogramar en esta fecha señalada.[67]
22. ↑  El partido entre Brighton & Hove Albion y Chelsea se adelantó a esta fecha debido a la participación de los blues en el Mundial de Clubes en febrero.
23. ↑  El partido entre Chelsea y Arsenal se postergó debido a la participación de los blues en el Mundial de Clubes. Al final se reprogramó para esta fecha.
24. ↑  El partido entre Arsenal y Liverpool se postergó debido a que este partido se empalmaba con la final de la EFL Cup, y era un hecho que uno de estos dos equipos estaría en la final, puesto que el sorteo dictaminó que ambos se enfrentarían en semifinales, con los de Merseyside clasificando a dicha final. El partido correspondiente a esta jornada se reprogramó para esta fecha y este horario.
25. ↑  El partido entre Chelsea y Leicester City se postergó debido a que este partido se empalma con la final de la EFL Cup, tras la clasificación de los londinenses a la final. Se reprogramó en la fecha señalada.
26. ↑  Este partido estaba planeado disputarse en el fin de semana del 20 de marzo, pero se adelantó debido a la participación del club londinense en los cuartos de final de la FA Cup a disputarse en dicho fin de semana.
27. ↑  Este partido estaba planeado disputarse el 20 de marzo, pero se reprogramó para esta fecha señalada debido a la participación del conjunto de Merseyside en los cuartos de final de la FA Cup, que se empalmaba con esta fecha.
28. ↑  Estos dos partidos estaban planeados para jugarse entre el 18 y 20 de marzo, pero se reprogramaron para esta fecha señalada debido a la participación del Crystal Palace y Manchester City en los cuartos de final de la FA Cup, que se empalmaba con esta fecha.
29. ↑  Este partido estaba planeado jugarse entre el 18 y 20 de marzo, pero se reprogramó para esta fecha debido a la participación del Southampton en los cuartos de final de la FA Cup, que se empalmaba con esta fecha.
30. ↑  Este partido estaba planeado jugarse entre el 18 y 20 de marzo, pero se reprogramó para esta fecha debido a la participación de los Toffees en los cuartos de final de la FA Cup, que se empalmaba con esta fecha.
31. ↑  Este partido estaba programado para jugarse el 17 de abril, pero se reprogramó para esta fecha porque se empalma con las semifinales de la FA Cup, con los reds clasificados en esta etapa.
32. ↑  Estos partidos estaban programados para jugarse el 17 de abril, pero se reprogramaron para esta fecha porque se empalman con las semifinales de la FA Cup, con los blues y el club ciudadano clasificados en esta etapa.
33. ↑  El partido entre Everton y Crystal Palace se reprogramó para esta fecha debido a que este partido se empalma con las semifinales de la FA Cup, y al enfrentarse estos dos equipos en cuartos de final, uno tendrá que jugar la fase siguiente.[70]
34. ↑  Este partido estaba programado para jugarse el 15 de mayo, pero se decidió adelantar para esta fecha debido a que el 14 de mayo los blues jugarán la final de la FA Cup.

### Tabla de resultados cruzados
| Local \ Visitante      | ARS | AVL | BRE | BRI | BUR | CHE | CRY | EVE | LEE | LEI | LIV | MAC | MAU | NEW | NOR | SOU | TOT | WAT | WHU | WOL |
| ---------------------- | --- | --- | --- | --- | --- | --- | --- | --- | --- | --- | --- | --- | --- | --- | --- | --- | --- | --- | --- | --- |
| Arsenal                | —   | 3–1 | 2–1 | 1–2 | 1–1 | 0–2 | 2–2 | 5–1 | 2–1 | 2–0 | 0–2 | 1–2 | 3–1 | 2–0 | 1–0 | 3–0 | 3–1 | 1–0 | 2–0 | 2–1 |
| Aston Villa            | 0–1 | —   | 1–1 | 2–0 |     | 1–3 | 1–1 | 3–0 | 3–3 | 2–1 | 1–2 | 1–2 | 2–2 | 2–0 | 2–0 | 4–0 | 0–4 | 0–1 | 1–4 | 2–3 |
| Brentford              | 2–0 | 2–1 | —   | 0–1 | 2–0 | 0–1 | 0–0 | 1–0 | 1–2 | 1–2 | 3–3 | 0–1 | 1–3 | 0–2 | 1–2 | 3–0 | 0–0 | 2–1 | 2–0 | 1–2 |
| Brighton & Hove Albion | 0–0 | 0–2 | 2–0 | —   | 0–3 | 1–1 | 1–1 | 0–2 | 0–0 | 2–1 | 0–2 | 1–4 | 4–0 | 1–1 | 0–0 | 2–2 | 0–2 | 2–0 | 3–1 | 0–1 |
| Burnley                | 0–1 | 1–3 | 3–1 | 1–2 | —   | 0–4 | 3–3 | 3–2 | 1–1 | 0–2 | 0–1 | 0–2 | 1–1 | 1–2 | 0–0 | 2–0 | 1–0 | 0–0 | 0–0 | 1–0 |
| Chelsea                | 2–4 | 3–0 | 1–4 | 1–1 | 1–1 | —   | 3–0 | 1–1 | 3–2 | 1–1 | 2–2 | 0–1 | 1–1 | 1–0 | 7–0 | 3–1 | 2–0 | 2–1 | 1–0 | 2–2 |
| Crystal Palace         | 3–0 | 1–2 | 0–0 | 1–1 | 1–1 | 0–1 | —   | 3–1 | 0–0 | 2–2 | 1–3 | 0–0 | 1–0 | 1–1 | 3–0 | 2–2 | 3–0 | 1–0 | 2–3 | 2–0 |
| Everton                | 2–1 | 0–1 | 2–3 | 2–3 | 3–1 | 1–0 | 3–2 | —   | 3–0 | 1–1 | 1–4 | 0–1 | 1–0 | 1–0 | 2–0 | 3–1 | 0–0 | 2–5 | 0–1 | 0–1 |
| Leeds United           | 1–4 | 0–3 | 2–2 | 1–1 | 3–1 | 0–3 | 1–0 | 2–2 | —   | 1–1 | 0–3 | 0–4 | 2–4 | 0–1 | 2–1 | 1–1 | 0–4 | 1–0 | 1–2 | 1–1 |
| Leicester City         | 0–2 | 0–0 | 2–1 | 1–1 | 2–2 | 0–3 | 2–1 | 1–2 | 1–0 | —   | 1–0 | 0–1 | 4–2 | 4–0 | 3–0 | 4–1 | 2–3 | 4–2 | 2–2 | 1–0 |
| Liverpool              | 4–0 | 1–0 | 3–0 | 2–2 | 2–0 | 1–1 | 3–0 | 2–0 | 6–0 | 2–0 | —   | 2–2 | 4–0 | 3–1 | 3–1 | 4–0 | 1–1 | 2–0 | 1–0 | 3–1 |
| Manchester City        | 5–0 | 3–2 | 2–0 | 3–0 | 2–0 | 1–0 | 0–2 | 3–0 | 7–0 | 6–3 | 2–2 | —   | 4–1 | 5–0 | 5–0 | 0–0 | 2–3 | 5–1 | 2–1 | 1–0 |
| Manchester United      | 3–2 | 0–1 | 3–0 | 2–0 | 3–1 | 1–1 | 1–0 | 1–1 | 5–1 | 1–1 | 0–5 | 0–2 | —   | 4–1 | 3–2 | 1–1 | 3–2 | 0–0 | 1–0 | 0–1 |
| Newcastle United       | 2–0 | 1–0 | 3–3 | 2–1 | 1–0 | 0–3 | 1–0 | 3–1 | 1–1 | 2–1 | 0–1 | 0–4 | 1–1 | —   | 1–1 | 2–2 | 2–3 | 1–1 | 2–4 | 1–0 |
| Norwich City           | 0–5 | 0–2 | 1–3 | 0–0 | 2–0 | 1–3 | 1–1 | 2–1 | 1–2 | 1–2 | 0–3 | 0–4 | 0–1 | 0–3 | —   | 2–1 | 0–5 | 1–3 | 0–4 | 0–0 |
| Southampton            | 1–0 | 1–0 | 4–1 | 1–1 | 2–2 | 0–6 | 1–2 | 2–0 | 1–0 | 2–2 | 1–2 | 1–1 | 1–1 | 1–2 | 2–0 | —   | 1–1 | 1–2 | 0–0 | 0–1 |
| Tottenham Hotspur      | 3–0 | 2–1 | 2–0 | 0–1 | 1–0 | 0–3 | 3–0 | 5–0 | 2–1 | 3–1 | 2–2 | 1–0 | 0–3 | 5–1 | 3–0 | 2–3 | —   | 1–0 | 3–1 | 0–2 |
| Watford                | 2–3 | 3–2 | 1–2 | 0–2 | 1–2 | 1–2 | 1–4 | 0–0 | 0–3 | 1–5 | 0–5 | 1–3 | 4–1 | 1–1 | 0–3 | 0–1 | 0–1 | —   | 1–4 | 0–2 |
| West Ham United        | 1–2 | 2–1 | 1–2 | 1–1 | 1–1 | 3–2 | 2–2 | 2–1 | 2–3 | 4–1 | 3–2 | 2–2 | 1–2 | 1–1 | 2–0 | 2–3 | 1–0 | 1–0 | —   | 1–0 |
| Wolverhampton          | 0–1 | 2–1 | 0–2 | 0–3 | 0–0 | 0–0 | 0–2 | 2–1 | 2–3 | 2–1 | 0–1 | 1–5 | 0–1 | 2–1 | 1–1 | 3–1 | 0–1 | 4–0 | 1–0 | —   |

## Datos y estadísticas

### Récords
- Primer gol de la temporada: Anotado por Sergi Canós, para el Brentford contra el Arsenal (13 de agosto de 2021).
- Último gol de la temporada: Anotado por Ayoze Pérez, para el Leicester City contra el Southampton (22 de mayo de 2022).
- Gol más rápido: Anotado a los 40 segundos por Teemu Pukki en el Norwich 1-1 Crystal Palace (9 de febrero de 2022)
- Goles más cercano al final del encuentro: Anotado a los 90+10 minutos por Alex Iwobi en el Everton 1 - 0 Newcastle United
- Mayor número de goles marcados en un partido: 9 goles, Manchester City 6 - 3 Leicester City (26 de diciembre de 2021)
- Partido con más espectadores: 73.128, en el Manchester United vs. Everton (2 de octubre de 2021).
- Partido con menos espectadores (después de la pandemia de COVID-19): 13.983, en el Leicester City vs. Wolverhampton (14 de agosto de 2021).
- Mayor victoria local: Chelsea 7 - 0 Norwich City (23 de octubre de 2021) y Manchester City 7 - 0 Leeds United (14 de diciembre de 2021)
- Mayor victoria visitante: Southampton 0 - 6 Chelsea (9 de abril de 2022)

| Jugador           | G. | Part. | Prom. | Min.  | M/G | Club              |
| ----------------- | -- | ----- | ----- | ----- | --- | ----------------- |
| Mohamed Salah     | 23 | 35    | 0.66  | 2,761 | 120 | Liverpool         |
| Son Heung-Min     | 23 | 35    | 0.66  | 3,019 | 131 | Tottenham Hotspur |
| Cristiano Ronaldo | 18 | 30    | 0.6   | 2,458 | 137 | Manchester United |
| Harry Kane        | 17 | 37    | 0.46  | 3,232 | 190 | Tottenham Hotspur |
| Sadio Mané        | 16 | 34    | 0.47  | 2,824 | 177 | Liverpool         |
| Kevin De Bruyne   | 15 | 30    | 0.5   | 2,205 | 147 | Manchester City   |
| Diogo Jota        | 15 | 35    | 0.43  | 2,372 | 158 | Liverpool         |
| Jamie Vardy       | 15 | 25    | 0.6   | 1,845 | 123 | Leicester City    |
| Wilfried Zaha     | 14 | 33    | 0.42  | 2,761 | 197 | Crystal Palace    |
| Raheem Sterling   | 13 | 30    | 0.43  | 2,127 | 164 | Manchester City   |

| Datos actualizados a 22 de mayo de 2022 según la página oficial de la competición. |

| Jugador                | A. | Part. | Prom. | Min.  | M/A | Club              |
| ---------------------- | -- | ----- | ----- | ----- | --- | ----------------- |
| Mohamed Salah          | 13 | 35    | 0.37  | 2,761 | 212 | Liverpool         |
| Trent Alexander-Arnold | 12 | 32    | 0.38  | 2,853 | 238 | Liverpool         |
| Harvey Barnes          | 10 | 32    | 0.31  | 2,105 | 211 | Leicester City    |
| Jarrod Bowen           | 10 | 36    | 0.28  | 2,987 | 299 | West Ham United   |
| Mason Mount            | 10 | 32    | 0.31  | 2,364 | 236 | Chelsea           |
| Andrew Robertson       | 10 | 29    | 0.34  | 2,541 | 254 | Liverpool         |
| Reece James            | 9  | 26    | 0.35  | 1,865 | 207 | Chelsea           |
| Harry Kane             | 9  | 37    | 0.24  | 3,232 | 359 | Tottenham Hotspur |
| Paul Pogba             | 9  | 20    | 0.45  | 1,354 | 150 | Manchester United |
| Michail Antonio        | 8  | 36    | 0.22  | 2,975 | 372 | West Ham United   |
| Kevin De Bruyne        | 8  | 30    | 0.27  | 2,205 | 276 | Manchester City   |

| Datos actualizados a 22 de mayo de 2022 según la página oficial de la competición. |

### Autogoles
| Fecha      | Jugador             | Minuto       | Local                  | Resultado | Visitante         | Jornada    |
| ---------- | ------------------- | ------------ | ---------------------- | --------- | ----------------- | ---------- |
| 21/8/2021  | Tim Krul            | 1 - 0, 7'    | Manchester City        | 5 - 0     | Norwich City      | Jornada 2  |
| 22/8/2021  | Fred                | 1 - 0, 30'   | Southampton            | 1 - 1     | Manchester United | Jornada 2  |
| 11/9/2021  | Francisco Sierralta | 0 - 1, 74'   | Watford                | 0 - 2     | Wolverhampton     | Jornada 4  |
| 18/9/2021  | Lucas Digne         | 2 - 0, 69'   | Aston Villa            | 3 - 0     | Everton           | Jornada 5  |
| 25/9/2021  | Junior Firpo        | 1 - 1, 67'   | Leeds United           | 1 - 2     | West Ham United   | Jornada 6  |
| 25/9/2021  | Jamie Vardy         | 0 - 1, 12'   | Leicester City         | 2 - 2     | Burnley           | Jornada 6  |
| 3/10/2021  | Matt Targett        | 2 - 1, 71'   | Tottenham Hotspur      | 2 - 1     | Aston Villa       | Jornada 7  |
| 17/10/2021 | Eric Dier           | 2 - 3, 89'   | Newcastle United       | 2 - 3     | Tottenham Hotspur | Jornada 8  |
| 23/10/2021 | Max Aarons          | 5 - 0, 62'   | Chelsea                | 7 - 0     | Norwich City      | Jornada 9  |
| 6/11/2021  | Eric Bailly         | 0 - 1, 7'    | Manchester United      | 0 - 2     | Manchester City   | Jornada 11 |
| 7/11/2021  | Alisson             | 1 - 0, 4'    | West Ham United        | 3 - 2     | Liverpool         | Jornada 11 |
| 20/11/2021 | Jamaal Lascelles    | 2 - 3, 61'   | Newcastle United       | 3 - 3     | Brentford         | Jornada 12 |
| 2/12/2021  | Sergi Canós         | 1 - 0, 12'   | Tottenham Hotspur      | 2 - 0     | Brentford         | Jornada 14 |
| 26/12/2021 | Reece James         | 1 - 0, 28'   | Aston Villa            | 1 - 3     | Chelsea           | Jornada 19 |
| 30/12/2021 | Ben Mee             | 2 - 0, 27'   | Manchester United      | 3 - 1     | Burnley           | Jornada 20 |
| 11/1/2022  | Álvaro Fernández    | 2 - 1, 37'   | Southampton            | 4 - 1     | Brentford         | Jornada 18 |
| 14/1/2022  | Joachim Andersen    | 1 - 1, 88'   | Brighton & Hove Albion | 1 - 1     | Crystal Palace    | Jornada 22 |
| 15/1/2022  | Michael Keane       | 1 - 0, 16'   | Norwich City           | 2 - 1     | Everton           | Jornada 22 |
| 21/1/2022  | Juraj Kucka         | 0 - 3, 90+2' | Watford                | 0 - 3     | Norwich City      | Jornada 23 |
| 8/2/2022   | Jamaal Lascelles    | 0 - 1, 36'   | Newcastle United       | 3 - 1     | Everton           | Jornada 24 |
| 8/2/2022   | Mason Holgate       | 1 - 1, 37'   | Newcastle United       | 3 - 1     | Everton           | Jornada 24 |
| 9/2/2022   | Jan Bednarek        | 1 - 0, 18'   | Tottenham Hotspur      | 2 - 3     | Southampton       | Jornada 24 |
| 24/2/2022  | José Sá             | 2 - 1, 90+5' | Arsenal                | 2 - 1     | Wolverhampton     | Jornada 20 |
| 7/3/2022   | Michael Keane       | 1 - 0, 14'   | Tottenham Hotspur      | 5 - 0     | Everton           | Jornada 28 |
| 10/3/2022  | Cucho Hernández     | 2 - 0, 18'   | Wolverhampton          | 4 - 0     | Watford           | Jornada 19 |
| 12/3/2022  | Harry Maguire       | 2 - 2, 72'   | Manchester United      | 3 - 2     | Tottenham Hotspur | Jornada 29 |
| 20/3/2022  | Kurt Zouma          | 1 - 0, 9'    | Tottenham Hotspur      | 3 - 1     | West Ham United   | Jornada 30 |
| 24/4/2022  | Mohammed Salisu     | 2 - 0, 44'   | Brighton & Hove Albion | 2 - 2     | Southampton       | Jornada 34 |
| 30/4/2022  | James Tarkowski     | 1 - 0, 8'    | Watford                | 1 - 2     | Burnley           | Jornada 35 |
| 15/5/2022  | Vladimír Coufal     | 2 - 2, 69'   | West Ham United        | 2 - 2     | Manchester City   | Jornada 37 |
| 15/5/2022  | Séamus Coleman      | 1 - 1, 37'   | Everton                | 2 - 3     | Brentford         | Jornada 37 |
| 16/5/2022  | Ben White           | 1 - 0, 55'   | Newcastle United       | 2 - 0     | Arsenal           | Jornada 37 |

| Datos actualizados a 16 de mayo de 2022 según la página oficial de la competición. |

### Mejor portero
| Jugador        | Club              | P.I. | Part. | Prom. | G.E. | G.P.  | Par. | %Par. |
| -------------- | ----------------- | ---- | ----- | ----- | ---- | ----- | ---- | ----- |
| Alisson        | Liverpool         | 20   | 36    | 55.6% | 24   | 0.667 | 76   | 76%   |
| Ederson        | Manchester City   | 20   | 37    | 54.1% | 26   | 0.703 | 46   | 69.8% |
| Hugo Lloris    | Tottenham Hotspur | 16   | 25    | 42.1% | 40   | 1.053 | 98   | 71%   |
| Édouard Mendy  | Chelsea           | 14   | 26    | 41.2% | 31   | 0.912 | 73   | 70.2% |
| Aaron Ramsdale | Arsenal           | 12   | 34    | 35.3% | 39   | 1.147 | 90   | 69.8% |

| Datos actualizados a 22 de mayo de 2022 según la página oficial de la competición. |

### Hat-tricks o pókers
Aquí se encuentra la lista de hat-tricks y póker de goles (en general, tres o más goles marcados por un jugador en un mismo encuentro) conseguidos en la temporada.
| Fecha      | Jugador           | Goles             | Local             | Resultado | Visitante         | Jornada    |
| ---------- | ----------------- | ----------------- | ----------------- | --------- | ----------------- | ---------- |
| 14/8/2021  | Bruno Fernandes   | 30' 54' 60'       | Manchester United | 5 - 1     | Leeds United      | Jornada 1  |
| 16/10/2021 | Roberto Firmino   | 37' 52' 90+1'     | Watford           | 0 - 5     | Liverpool         | Jornada 8  |
| 23/10/2021 | Mason Mount       | 8' 85' 90+1'      | Chelsea           | 7 - 0     | Norwich City      | Jornada 9  |
| 23/10/2021 | Joshua King       | 13' 80' 86'       | Everton           | 2 - 5     | Watford           | Jornada 9  |
| 24/10/2021 | Mohamed Salah     | 38' 45+5' 50'     | Manchester United | 0 - 5     | Liverpool         | Jornada 9  |
| 6/1/2022   | Jack Harrison     | 10' 37' 60'       | West Ham United   | 2 - 3     | Leeds United      | Jornada 22 |
| 12/2/2022  | Raheem Sterling   | 31' 70' 90'       | Norwich City      | 0 - 4     | Manchester City   | Jornada 25 |
| 5/3/2022   | Ivan Toney        | 32' 52' 58'       | Norwich City      | 1 - 3     | Brentford         | Jornada 28 |
| 12/3/2022  | Cristiano Ronaldo | 12' 38' 81'       | Manchester United | 3 - 2     | Tottenham Hotspur | Jornada 29 |
| 9/4/2022   | Son Heung-Min     | 3' 66' 71'        | Aston Villa       | 0 - 4     | Tottenham Hotspur | Jornada 32 |
| 16/4/2022  | Cristiano Ronaldo | 7' 32' 76'        | Manchester United | 3 - 2     | Norwich City      | Jornada 33 |
| 23/4/2022  | Gabriel Jesus     | 4' 23' 49' 53'    | Manchester City   | 5 - 1     | Watford           | Jornada 34 |
| 11/5/2022  | Kevin De Bruyne   | 7', 16', 24', 60' | Wolverhampton     | 1 - 5     | Manchester City   | Jornada 33 |

### Disciplina
| Jugador         | Club                   | Amonestado | Part. | A.P. | Prom. |
| --------------- | ---------------------- | ---------- | ----- | ---- | ----- |
| Junior Firpo    | Leeds United           | 11         | 24    | 0.46 | 45.8% |
| Tyrone Mings    | Aston Villa            | 11         | 36    | 0.31 | 30.6% |
| James Tarkowski | Burnley                | 11         | 35    | 0.31 | 31.4% |
| Jan Bednarek    | Southampton            | 10         | 31    | 0.32 | 32.3% |
| Yves Bissouma   | Brighton & Hove Albion | 10         | 26    | 0.38 | 38.5% |
| Bruno Fernandes | Manchester United      | 10         | 36    | 0.28 | 27.8% |

| Datos actualizados a 22 de mayo de 2022 según la página oficial de la competición. |

| Jugador | Club | Expulsado | Part. | R.P. | Prom. |
| --- | --- | --------- | ----- | ---- | ----- |
| Raúl Jiménez | Wolverhampton | 2         | 34    | 0.06 | 5.9%  |
| Ezri Konsa | Aston Villa | 2         | 29    | 0.07 | 6.9%  |
| 39 jugadores Michail Antonio Luke Ayling Shandon Baptiste Jarrad Branthwaite Sergi Canós Ciaran Clark Nathan Collins Vladímir Coufal Josh Dasilva Craig Dawson Emmanuel Dennis Gabriel Magalhães Lewis Dunk Ben Gibson Rob Holding Mason Holgate Daniel James Reece James Hassane Kamara Michael Keane Jonjoe Kenny Juraj Kucka Aymeric Laporte Matthew Lawton Harry Maguire Allan Gabriel Martinelli Ayoze Pérez Paul Pogba Andrew Robertson Salomón Rondón Mohammed Salisu Robert Sánchez Jonjo Shelvey Pascal Struijk Japhet Tanganga James Ward-Prowse Granit Xhaka Wilfried Zaha | 39 jugadores Michail Antonio Luke Ayling Shandon Baptiste Jarrad Branthwaite Sergi Canós Ciaran Clark Nathan Collins Vladímir Coufal Josh Dasilva Craig Dawson Emmanuel Dennis Gabriel Magalhães Lewis Dunk Ben Gibson Rob Holding Mason Holgate Daniel James Reece James Hassane Kamara Michael Keane Jonjoe Kenny Juraj Kucka Aymeric Laporte Matthew Lawton Harry Maguire Allan Gabriel Martinelli Ayoze Pérez Paul Pogba Andrew Robertson Salomón Rondón Mohammed Salisu Robert Sánchez Jonjo Shelvey Pascal Struijk Japhet Tanganga James Ward-Prowse Granit Xhaka Wilfried Zaha | 1         |       |      |       |

| Datos actualizados a 22 de mayo de 2022 según la página oficial de la competición. |

| Club                   | Amonestado | Part. | A.P. |
| ---------------------- | ---------- | ----- | ---- |
| Leeds United           | 101        | 38    | 2.66 |
| Aston Villa            | 79         | 38    | 2.08 |
| Newcastle United       | 79         | 38    | 2.08 |
| Everton                | 78         | 38    | 2.05 |
| Manchester United      | 75         | 38    | 1.97 |
| Brighton & Hove Albion | 73         | 38    | 1.92 |
| Burnley                | 68         | 38    | 1.79 |

| Datos actualizados a 22 de mayo de 2022 según la página oficial de la competición. |

| Club         | Expulsado | Part. | R.P. |
| ------------ | --------- | ----- | ---- |
| Everton      | 6         | 38    | 0.16 |
| Arsenal      | 4         | 38    | 0.13 |
| Aston Villa  | 3         | 38    | 0.11 |
| Brentford    | 3         | 38    | 0.11 |
| Leeds United | 3         | 38    | 0.11 |

| Datos actualizados a 22 de mayo de 2022 según la página oficial de la competición. |

## Premios

### Premios mensuales[71]
| Mes        | Entrenador del mes  | Entrenador del mes | Jugador del mes        | Jugador del mes   | Gol del mes         | Gol del mes       | Ref.                 |
| Mes        | Técnico             | Equipo             | Jugador                | Equipo            | Jugador             | Equipo            | Ref.                 |
| ---------- | ------------------- | ------------------ | ---------------------- | ----------------- | ------------------- | ----------------- | -------------------- |
| Agosto     | Nuno Espírito Santo | Tottenham Hotspur  | Michail Antonio        | West Ham United   | Danny Ings          | Aston Villa       | [ 72 ] [ 73 ] [ 74 ] |
| Septiembre | Mikel Arteta        | Arsenal            | Cristiano Ronaldo      | Manchester United | Andros Townsend     | Everton           | [ 75 ] [ 76 ] [ 77 ] |
| Octubre    | Thomas Tuchel       | Chelsea            | Mohamed Salah          | Liverpool         | Mohamed Salah       | Liverpool         | [ 78 ] [ 79 ] [ 80 ] |
| Noviembre  | Pep Guardiola       | Manchester City    | Trent Alexander-Arnold | Liverpool         | Rodri               | Manchester City   | [ 81 ] [ 82 ] [ 83 ] |
| Diciembre  | Pep Guardiola       | Manchester City    | Raheem Sterling        | Manchester City   | Alexandre Lacazette | Arsenal           | [ 84 ] [ 85 ] [ 86 ] |
| Enero      | Bruno Lage          | Wolverhampton      | David de Gea           | Manchester United | Mateo Kovačić       | Chelsea           | [ 87 ] [ 88 ] [ 89 ] |
| Febrero    | Eddie Howe          | Newcastle United   | Joel Matip             | Liverpool         | Wilfried Zaha       | Crystal Palace    | [ 90 ] [ 91 ] [ 92 ] |
| Marzo      | Mikel Arteta        | Arsenal            | Harry Kane             | Tottenham Hotspur | Cristiano Ronaldo   | Manchester United | [ 93 ] [ 94 ] [ 95 ] |
| Abril      | Mike Jackson        | Burnley            | Cristiano Ronaldo      | Manchester United | Miguel Almirón      | Newcastle United  | [ 96 ] [ 97 ] [ 98 ] |

### Premios de la temporada[71]
| Entrenador de la temporada | Entrenador de la temporada | Jugador de la temporada | Jugador de la temporada | Gol de la temporada | Gol de la temporada | Jugador juvenil de la temporada | Jugador juvenil de la temporada | FWA Footballer of the Year | FWA Footballer of the Year | Ref.                                   |
| Técnico                    | Equipo                     | Jugador                 | Equipo                  | Jugador             | Equipo              | Jugador                         | Equipo                          | Jugador                    | Equipo                     | Ref.                                   |
| -------------------------- | -------------------------- | ----------------------- | ----------------------- | ------------------- | ------------------- | ------------------------------- | ------------------------------- | -------------------------- | -------------------------- | -------------------------------------- |
| Jürgen Klopp               | Liverpool                  | Kevin De Bruyne         | Manchester City         | Mohamed Salah       | Liverpool           | Phil Foden                      | Manchester City                 | Mohamed Salah              | Liverpool                  | [ 99 ] [ 100 ] [ 101 ] [ 102 ] [ 103 ] |

## Fichaje

### Fichajes más caros del mercado de verano
| Jugador          | Destino           | Origen                 | Precio (€)  | Ref.    |
| ---------------- | ----------------- | ---------------------- | ----------- | ------- |
| Jack Grealish    | Manchester City   | Aston Villa            | 117.500.000 | [ 104 ] |
| Romelu Lukaku    | Chelsea           | Inter de Milán         | 115.000.000 | [ 105 ] |
| Jadon Sancho     | Manchester United | Borussia Dortmund      | 85.000.000  | [ 106 ] |
| Ben White        | Arsenal           | Brighton & Hove Albion | 58.500.000  | [ 107 ] |
| Raphaël Varane   | Manchester United | Real Madrid            | 40.000.000  | [ 108 ] |
| Ibrahima Konaté  | Liverpool         | R. B. Leipzig          | 40.000.000  | [ 109 ] |
| Emiliano Buendía | Aston Villa       | Norwich City           | 38.400.000  | [ 110 ] |
| Martin Ødegaard  | Arsenal           | Real Madrid            | 35.000.000  | [ 111 ] |
| Kurt Zouma       | West Ham United   | Chelsea                | 35.000.000  | [ 112 ] |
| Leon Bailey      | Aston Villa       | Bayer Leverkusen       | 32.000.000  | [ 113 ] |

| Datos actualizados a 28 de agosto de 2021. Fuentes: |

### Fichajes más caros del mercado de invierno
| Jugador           | Club de destino   | Club de origen         | Precio (€) | Ref. |
| ----------------- | ----------------- | ---------------------- | ---------- | ---- |
| Luis Díaz         | Liverpool         | Porto                  | 47.000.000 |      |
| Bruno Guimarães   | Newcastle United  | Olympique de Lyon      | 42.000.000 |      |
| Lucas Digne       | Aston Villa       | Everton                | 30.000.000 |      |
| Chris Wood        | Newcastle United  | Burnley                | 30.000.000 |      |
| Vitali Mykolenko  | Everton           | Dinamo Kiev            | 23.500.000 |      |
| Rodrigo Bentancur | Tottenham Hotspur | Juventus de Turín      | 19.000.000 |      |
| Wout Weghorst     | Burnley           | VfL Wolfsburgo         | 17.500.000 |      |
| Julián Álvarez    | Manchester City   | River Plate            | 17.000.000 |      |
| Dan Burn          | Newcastle United  | Brighton & Hove Albion | 15.000.000 |      |
| Kieran Trippier   | Newcastle United  | Atlético Madrid        | 14.000.000 |      |

| Datos actualizados a 1 de febrero de 2022. Fuentes: |